# Alan Bean
Alan LaVern Bean (Wheeler, Texas, 1932. március 15. – Houston, Texas, 2018. május 26.) amerikai űrhajós, a negyedik ember, aki eljutott a Holdra, az Apollo-programban, az Apollo–12 repülés holdkomppilótájaként.
A skót MacBean-klánból származván, ottani gyökereire is büszke texasi fiúként nőtt fel, aki a repülőmérnöki tanulmányokat választotta egyetemi témájául, amelyben egy haditengerészeti ösztöndíj segítette. Ez egyben azzal járt, hogy a diploma megszerzését követően aktív katonai szolgálatra is kellett jelentkeznie. A kiképzéseken átesve a haditengerészetnek a floridai Jacksonville-ben levő támaszpontján kapta meg első pilóta vezénylését, ahol négy évet szolgált harci pilótaként. Ezt követően 1960-ban részt vett egy berepülőpilóta képzésen Marylandben, a Patuxent River támaszponton, ahol egyik oktatója Pete Conrad volt. Ezt követően továbbtanul a Dél Kaliforniai Egyetemen, majd visszavezényelték Floridába, a Cecil Field támaszpontra, amely szolgálata közben két ízben is jelentkezett a NASA űrhajós-válogatására, amelyből a második próbálkozására, 1963-ban a NASA harmadik űrhajós válogatásán tizennegyedmagával kiválogatták, hogy űrhajós kiképzésen vegyen részt, amelyet követően az Apollo-program repülésein vegyen részt.  
A kiképzést elvégezve a NASA űrhajósként alkalmazta, először a Gemini–10 repülésre jelölték a tartalék személyzet parancsnokául. Ezt követően nem került az Apollo-programba, hanem az Apollo Application Programba rendelték, ahol az Apollo-hardveren alapuló, a holdexpedíciók utáni űrprogramokra való felkészülés folyt. Ennek keretében elsőként használhatta a NASA Semleges Lebegési Szimulátorát, azt a hatalmas tartályt, amelyben víz alá merülve tudják szimulálni az űrhajósok gyakorlásai során a súlytalanság hatásait. Az AAP-n dolgozott, amikor az Apollo–9-re készülő tartalék legénység egyik tagja, C. C. Williams váratlanul egy halálos repülőbaleset áldozata lett. A legénység parancsnoka, Pete Conrad Alan Beant kérte Williams megüresedett helyére Deke Slaytontól, így Bean átkerült az Apollo-programba, majd ahol az Apollo–9 tartalék holdkomppilótája lett. A NASA legénységi rotációs rendszere alapján aztán ez a legénység lehetett az Apollo–12 első számú legénysége. Így Alan Bean az Apollo–12 holdkomppilótájaként repülhetett el a Holdra, hogy Pete Conrad parancsnok társaságában precíziós leszállást hajtsanak végre az Oceanus Procellarumon, egy korábban ott leszállt ember alkotta tárgy, a Surveyor–3 holdszonda mellett. A repülés 1969. november 14-én startolt Cape Canaveralról és Beanék 1969. november 18-án szálltak le a holdfelszínre, ahol aztán két sikeres holdsétát tettek. Ezek keretében számos sikert értek el, például sikerrel látogatták meg a nagyjából három éve a holdfelszínen álló Surveyor–3-at – további vizsgálatra alkatrészeket szerelve le róla, hogy hazahozhassák azokat – és több kilométeres távolságot tettek meg gyalog. Emellett azonban Bean nevéhez fűződik a holdprogram egyik legnagyobb kudarca is: a NASA vadonatúj színes tévékamerát küldött fel, hogy ezzel még inkább elnyerhesse a lanyhuló érdeklődésű közvélemény figyelmét, ám Bean véletlenül elrontotta a kamerát, így semmilyen közvetítés nem volt a Holdról, amely nagy mértékben hozzájárult az Apollo-programra irányuló figyelem és támogatás csökkenéséhez. 
A holdexpedíciót követően Bean kvázi visszatért az Apollo Applicationhöz, amikor az ebből a programból kinövő Skylab-program második személyzetes repülésének, a Skylab–3-nak kapta meg a parancsnoki jelölését. 1973. július 28-án indult másodszor a világűrbe, hogy egy 60 napos – rekord hosszúságú – tudományos expedícióra vezesse Owen Garriottból és Jack Lousmából álló legénységét, miután az előző repülésen az előző személyzet sikerrel mentette meg az űrállomást, annak startja közben történt kis híján végzetes rendellenességek hatásától. Beanék rengeteg tudományos kísérletet végeztek, mindegyik űrhajós vett részt űrsétán, köztük maga a parancsnok a harmadik alkalommal végzett űrhajón kívüli tevékenység során. A leszálláskor pedig Bean lett rövid ideig a világcsúcstartó az űrbeli tartózkodás időtávját tekintve a maga 69 nap, 15 óra és 45 percre rúgó fenntartózkodásával.
A Skylabet követőben még az Szojuz–Apollo-program tartalék parancsnoki jelölését vállalta űrhajósként, majd leszerelt a haditengerészettől és főállású NASA igazgató lett, az űrhivatal űrhajósképzésért felelős vezetőjeként. 1981-ben aztán a NASA-t is elhagyta és egy fiatalkori kedvtelését, a festészetet választotta élethivatásul. Számos művével egyedi stílust alakított ki: szinte kizárólag holdi űrhajósélményeit festette meg, különlegességként színeket adva az egyébként egyhangú szürke holdi tájnak. Hivatását egészen 86 éves koráig folytatta, amikor is egy rövid betegség után 2018. május 26-án elhunyt a texasi Houstonban. Két gyermeke, Clay és Mary Sue, valamint második felesége, Leslie gyászolta.

## Gyermek- és ifjúkora
Bean 1932. március 15-én született a texasi Wheelerben (az állam térképének alapján tréfásan „serpenyőnyélnek” nevezett északi rész fővárosában) Arnold Horace Bean és Frances Caroline Bean (lánynevén Murphy) gyermekeként. Apai ágon skót származásúnak vallotta magát, mivel a család az 1300 évekig tudta visszavezetni a családját a skót McBean-klán történetében. Kisgyermek éveiben a család édesapjának a Termőföld Védelmi Szolgálatnál betöltött állásánál fogva többször költözött, így sok időt töltött a Louisiana állambeli Mindenben, vagy a Dallas melletti Fort Worth-ben de érzelmileg ez utóbbi várost tartotta szülővárosának.
Középiskolai éveit Fort Worth-ben, az R. L. Pascal Középiskolában végezte el, 1949-ben érettségizve. Iskolai évei alatt részt vett a cserkészmozgalomban és első osztályú rangot ért el. Még 1949-ben, a középiskola elvégzése után belépett az Egyesült Államok Haditengerészeti Tartalékai sorába.
Felsőfokú tanulmányait a texasi Austinban végezte, ahol a Texasi Egyetemen szerzett repülőmérnöki bsc diplomát 1955-ben. Az egyetem elvégzését a Haditengerész tartalékos tiszti kiképző alakulat ösztöndíja tette lehetővé számára, amelyért cserébe a haditengerészet katonai szolgálatot várt el cserébe.

## Katonai karrierje
Tartalékos szolgálata egy évig tartott, amikor is 1950-ben leszerelt a texasi Naval Air Station Dallas-beli (Dallasi Haditengerészeti Támaszpont) szolgálatából. 1955-ben aztán, miután elvégezte az egyetemet az ösztöndíj szerződésének megfelelően bevonult aktív katonai szolgálatra a haditengerészethez hadnagyi rendfokozatban. Egy éves repülőkiképzésen átesve 1956 júniusában kapta meg jelölését Floridába, a Haditengerészet Jacksonville Támaszpontjára, a VA–44 támadórepülő-századába, hogy ott 1956-1960 között F9F Cougar és A–4D Skyhawk repülőgépeken teljesítsen szolgálatot.
1960-ban jelentkezett a Marylandben levő Patuxent River Támaszponton működő U.S. Naval Test Pilot School (USNTPS – Egyesült Államok Haditengerészeti Berepülőiskola) kurzusára, ahol tesztpilótává képezték. Oktatója későbbi Apollo–12 parancsnoka, Pete Conrad volt. Ezidőtájt kezdett el művészeti leckéket venni a marylandi Szűz Mária Főiskolában, amelyből űrhajóséletét követő karrierje sarjadt ki később, közben számos haditengerészeti repülőgéptípus kipróbálásában vett részt. Ezt követően Kaliforniába vezényelték a Dél-Kaliforniai Egyetem kurzusára, ahol további kiképzést kapott. A kurzust követően visszakerült eredeti floridai alakulatához a VA–44-hez, majd innen tovább vezényelték a szintén floridai Cecil Field Támaszpontra, a VA–172-es századhoz, ahol A4 Skyhawkokon repült. Ebbéli szolgálata közben érte a hír, hogy kiválasztották a NASA űrhajós kiképzésére.

## NASA szolgálata

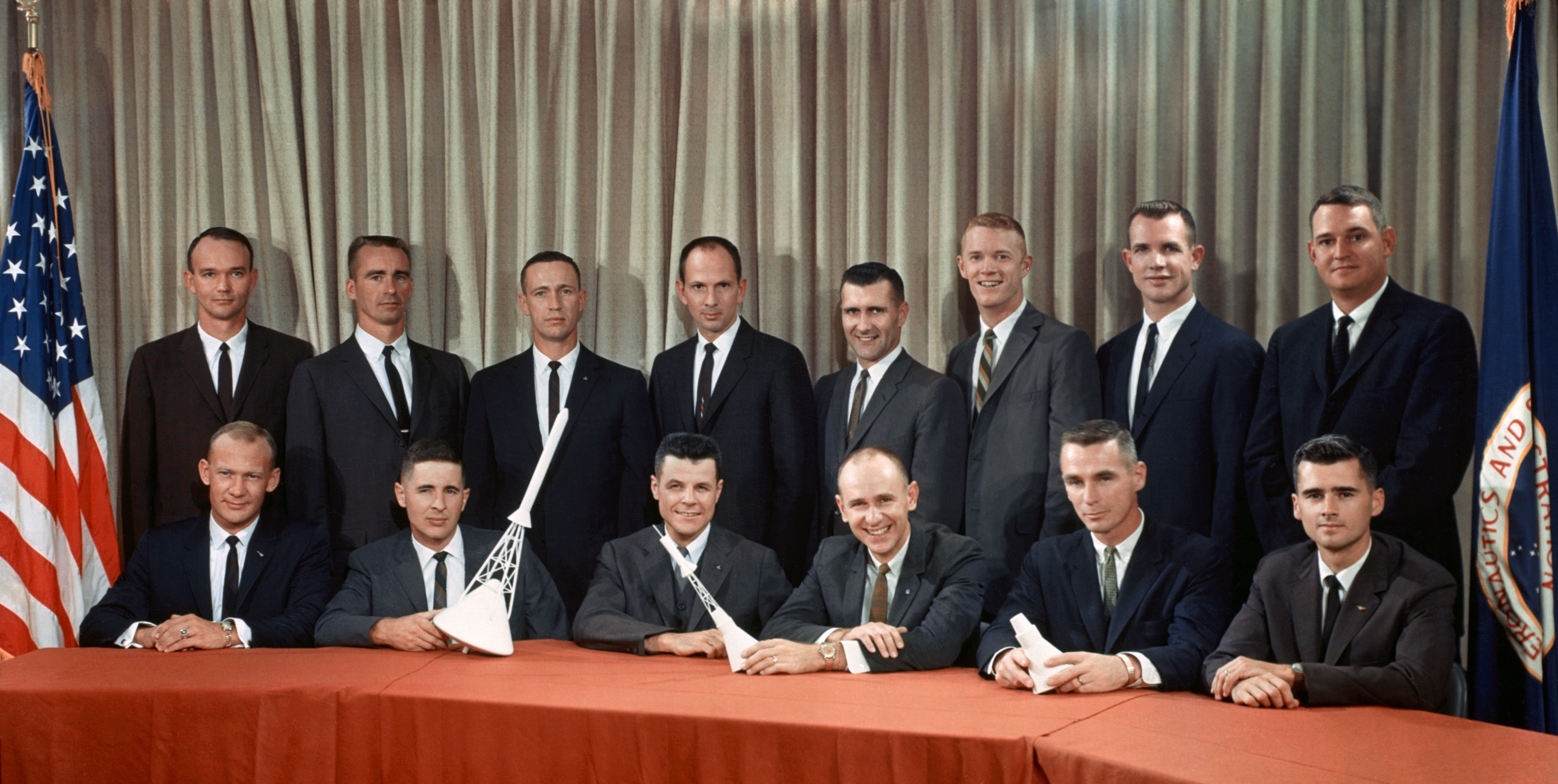
A NASA harmadik űrhajóscsoportja, a „Tizennégyek”, köztük az újdonsült jelölttel, Alan Beannel

Bean a berepülőpilóta iskola után újabb szakmai fejlődési fokot keresett, amelyet a kor vadonatúj, legkorszerűbb és talán legnagyobb távlatokat nyitó ágában, az űrhajózásban talált meg, ahová többször jelentkezett is. Először, az 1962-es a NASA második űrhajósválogatási fordulóján még elutasították, ám egy évre rá, 1963-ban a NASA harmadik űrhajós-válogatásának végén, 1963. október 17-én a 14 boldog kiválasztott között szerepelt a neve, csupa olyannak együtt, akik végül Apollo-űrhajósként jártak a Holdon, vagy a Holdnál.
NASA karrierje azonban nem indult túl sikeresen. Ugyan megkapta a Gemini–10 tartalékpilótai jelölését  és kiképzési feladatait, azonban Deke Slayton szisztémájának ismeretében ez maga volt a mellőzöttség. Egyrészt a Gemini–10 tartalék posztjai afféle zsákutca jelölések voltak, a Slayton-féle „tartalék jelölés, két repülést kihagysz és utána Te repülsz az űrbe” logikával működő körforgás az jelentette volna, hogy Bean a Gemini–13-mal repülhet, ám ilyen repülést nem terveztek, a Gemini–12-vel hivatalosan és már az előzetes tervek szerint is vége szakadt a sorozat. Azaz Bean igazi repülési kilátás nélkül – leszámítva persze azt a nagyon kicsi valószínűségű eshetőséget, hogy esetleg egy véletlen folytán a tartalékok előlépnek elsődleges legénységgé – csinálta végig az első kiképzési sorozatát. És emellett volt még egy hátránya ennek a jelölésnek. Mikorra a Gemini–10 feladatai véget értek Bean számára, addigra a legtöbb legénység már továbblépett az Apollo–programra, az ottani első feladatok is szétosztásra kerültek és aki ekkor mással volt elfoglalva, az kimaradt ezekből a feladatokból.
Nem is volt így meglepő, hogy Alan Bean nem is Apollo űrhajós lett a Gemini–10 után, hanem egy másik, későbbi, sokkal homályosabb célokkal rendelkező program, az Apollo Application Program (kb. Apollo Hasznosítási Program), várta, amely azt a feladatot tűzte ki célul, hogy az Apollo-program során elkészült eszközrendszernek a holdprogram utáni időkre találjanak újabb és újabb felhasználási területeket (később ebből nőtt ki a Skylab-program). Ennek keretében például Bean lehetett az első űrhajós, aki kipróbálhatta a NASA Neutral Buoyancy Simulatorát (Semleges Lebegési Szimulátor), azaz a ma már kiképzésre széles körben alkalmazott medencét, ahol az úrruhában víz alá süllyesztett életnagyságú űrhajómaketteken próbálhatják ki az űrhajósok a munkát, amely a tapasztalatok szerint a leginkább hasonlít az űrben, súlytalanságban végzett munkákhoz.

### Apollo-program
Bean – saját visszaemlékezése szerint – kissé unatkozva és mellőzötten végezte a munkáját az AAP-ben, amikor a véletlen új alternatívát hozott a számára. 1967. október 5-én C. C. Williams, aki azidőtájt az Apollo–9 tartalék holdkomppilótája volt, T–38-as gépével, úton Cape Canaveralről Houstonba, a gépe meghibásodása miatt lezuhant Tallahassee mellett. Ezzel az Apollo-programban megüresedett egy pozíció. Maga a hiányossá vált legénység parancsnoka – egyben Bean korábbi berepülő oktatója – Pete Conrad kérte Slaytont, hogy Williams helyére Beant helyeztesse át az AAP-ból az Apollo-programba.

#### Apollo–9

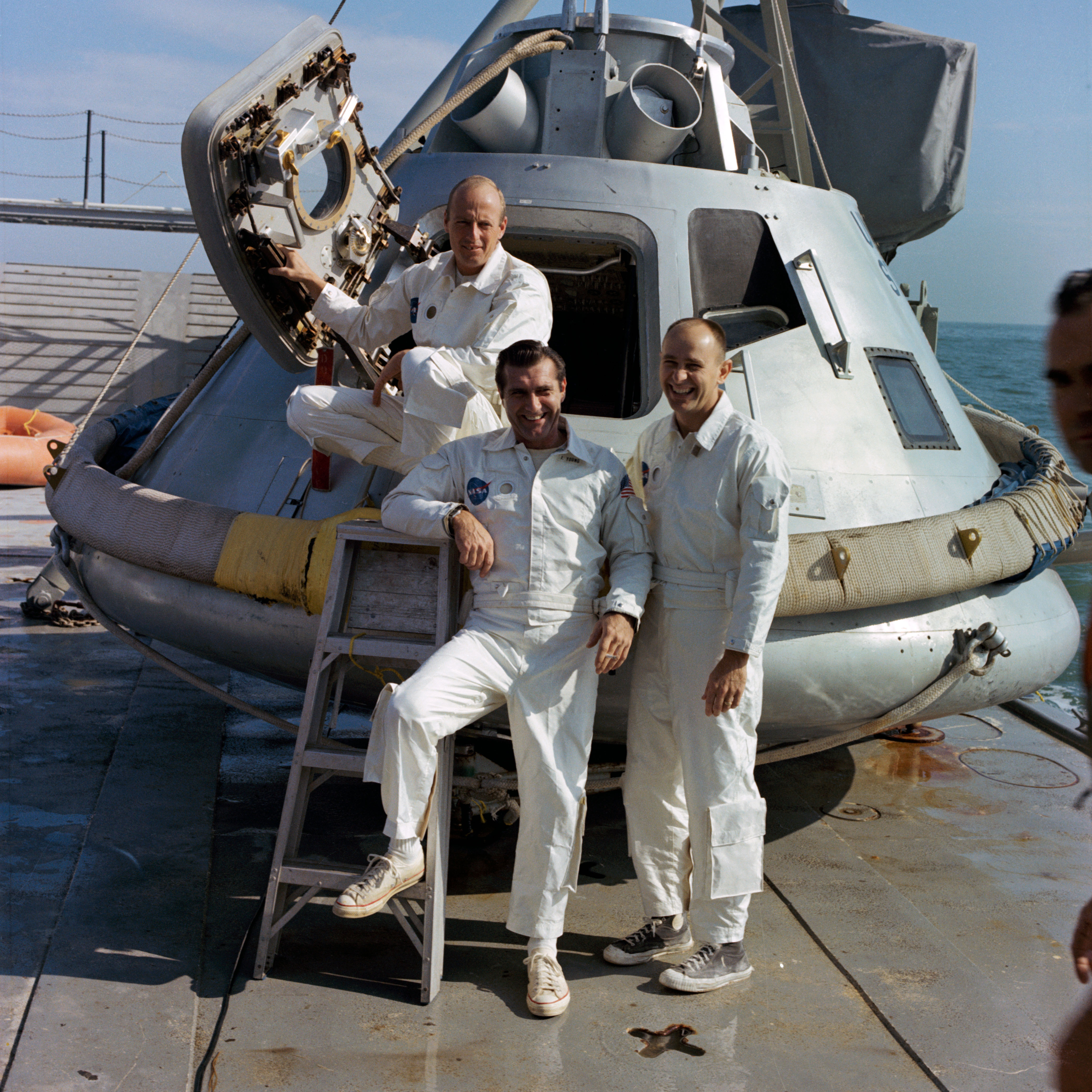
Vízreszállási gyakorlat az Apollo–9 tartalékosai számára

A NASA-nak volt egy részletesen lebontott terve arra vonatkozólag, hogyan éri el majd lépésenként a Holdat és az egyes tervezett repülésekhez legénységeket is rendelt. A sorban a második volt az ún. „D” típusú repülés, amelynek célja az Apollo űrhajórendszer legfontosabb és legkülönlegesebb elemének, a holdkompnak a berepülése. Ez a feladatot idejekorán meg is kapta a Jim McDivitt, Dave Scott és Rusty Sshweickart trió, tartalékaik pedig Pete Conrad, Dick Gordon és C. C. Williams lettek. Utóbbi triónak egyben a legénységi rotáció logikája azt is jelentette, hogy amikor ők maguk kerülnek sorra elsődleges legénységként, akkor – ha minden terv szerint és optimálisan megy – egy Holdra szállás legénysége lehetnek, sót akár az első Holdra szállásé.
1967. január 27-én azonban tragikus baleset érte az AS–204-es – majd később Apollo–1 jellel felruházott repülés – legénysége, Gus Grissom, Ed White és Roger Chaffee űrhajósokat. Ez visszavetette az egész repüléssorozatot, az egyes repülések jövője alapjaiban kérdőjeleződött meg, lényegében a NASA vissza is vonta, vagy legalábbis felfüggesztette, hogy ki milyen repülésen fog részt venni a későbbiekben. Ám az eredeti kijelölés alapján egymáshoz rendelt legénységek együtt maradtak és együtt végezték tovább a munkát a NASA-n belül. Ennek megfelelően a holdkomp kipróbálására rendelt legénység a Grumman – a holdkomp gyártásának szerződését elnyerő űripari vállalat – gyártóhelyére mentek, hogy segítsék a fejlesztést.
1967. október 5-én C. C. Williams lezuhant T–38-asával Tallahasseenél és tragikusan elhunyt, helyére pótlásként kellett valakit találni. (Williams és Bean egyébként közelről ismerte egymást, mivel a Gemini–10 tartalék személyzetét alkották, csak míg Williams később az Apollo-ba lépett tovább, Bean az Apollo Applicationba.) Conrad parancsnok, akinek a legénységéből kiesett Williams Beant kérte Slaytontól, a legénységekért felelős NASA igazgatótól, hogy átemelje a pilótát egy másik programból.
Amikor az Apollo–1 tűzesetének kivizsgálása megtörtént, újrajelölték a legénységeket és a repülések új sorszámokat kaptak. A holdkomp berepülése az Apollo–8 jelet kapta. Az űrhajósok is ugyanazok maradtak, mint akiket korábban a D típusú repülésre jelöltek: a McDivitt-féle trió az elsődleges legénység, Conradék (köztük az újonc Beannel) a tartalékok. Ez két dolgot jelentett. Mivel részt vettek a holdkomp tervezést is magába foglaló felkészítésében az első útra, a speciális kis űrhajót legátfogóbban ismerő űrhajósok lettek valamennyi Apollo űrhajós között. Másrészt pedig azt, hogy a normál legénységi rotáció szerint az Apollo–11 repülése (amely valószínűleg a legelső leszállási kísérlet lehetett) várt rájuk.

#### Apollo–12

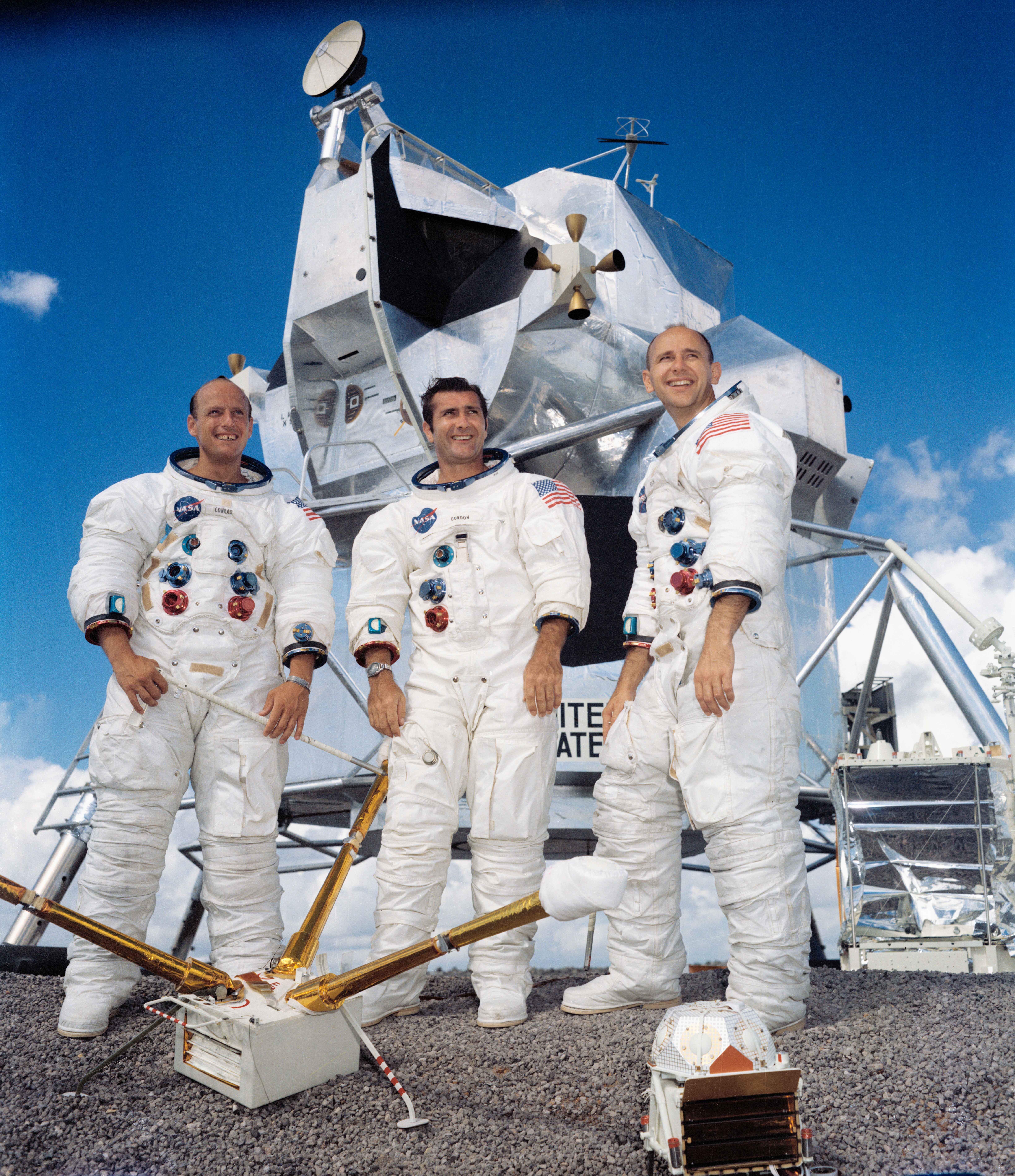
Az Apollo–12 első számú legénysége

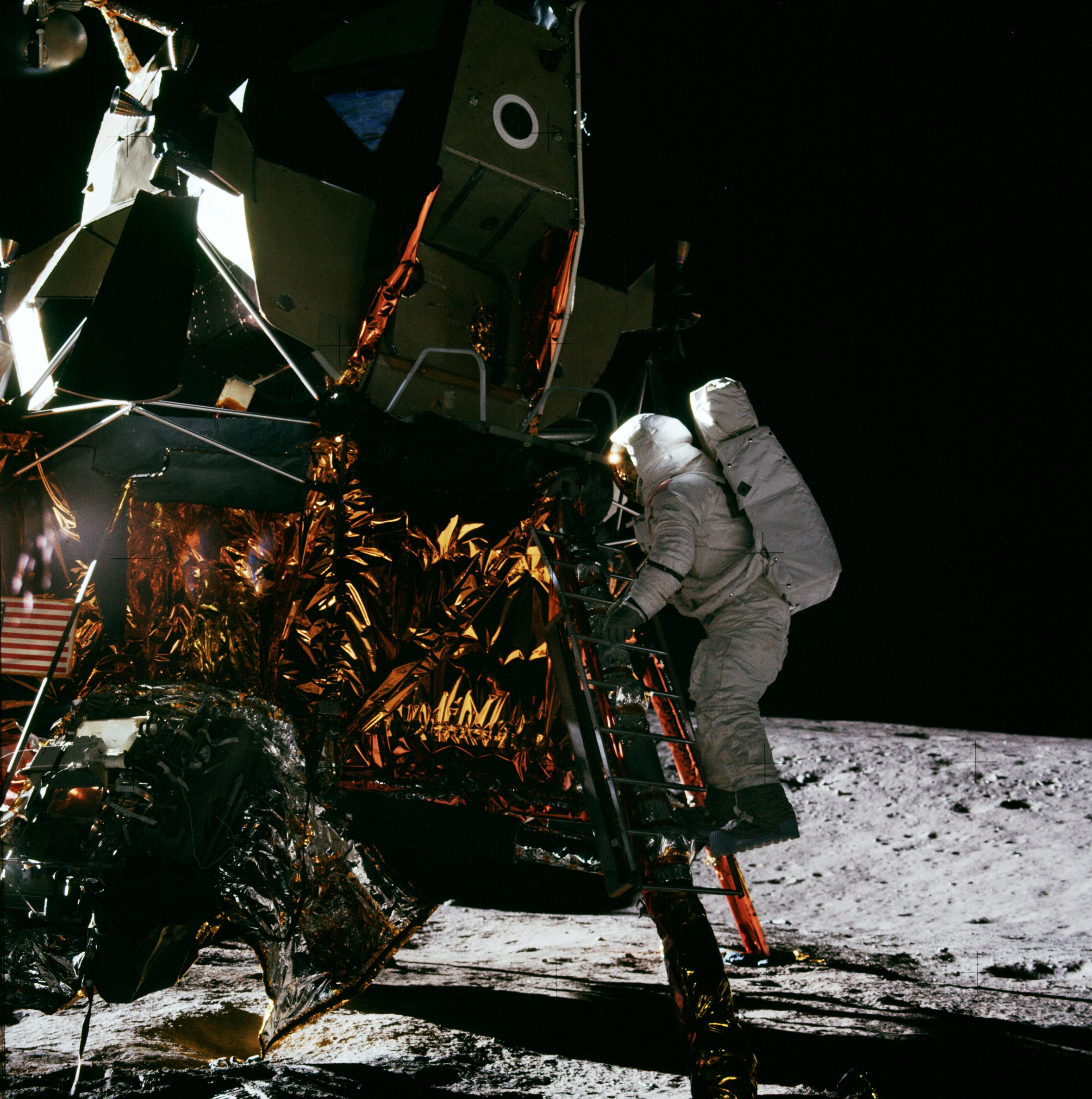
Alan Beant már csak két létrafok választja el tőle, hogy a holdfelszínre lépjen 1969. november 19-én

Az Apollo–8 repülésre való felkészülése közben egy fontos változás történt. 1968 augusztusában George Low NASA igazgató ötletére felcserélték az addigi Apollo–8-at és az Apollo–9-et, hogy előbbit – időben jóval előrébb hozva, és persze az oroszok megelőzésének szándékával – egyenesen a Holdhoz küldjék, míg az utóbbira maradjon a holdkomp első, várva várt berepülése, amely az elhúzódó fejlesztés miatt amúgy is időben tovább kellett csúsztatni. Bean így végül az Apollo–9 tartalék legénységének tagja lett és mint ilyen, a holdkomp Föld körüli pályán történő kipróbálásának műveleteire kapott kiképzést. És persze a sokat idézett legénységi rotáció szerint az Apollo–12 ténylegesen repülő személyzetében kapott helyet. Igaz ez egyre nyilvánvalóbban azt is jelentette, hogy a történelmi első Holdra szállás helyett csak a másodikon repülhet társaival.
Slayton végül a várakozásoknak megfelelően a Pete Conrad, Dick Gordon, Al Bean hármast nevezte meg, mint a második Holdra szállás legénységét. Árnyalja a képet, hogy Thomas Paine az Apollo–11 legénységének azt ígérte a start előtt – csak hogy azok nehogy belemenjenek felesleges kockázatokba –, hogy újra ők repülhetnek az Apollo–12-n, ha valami balul ütne ki és meg kéne szakítani az Apollo–11 Holdra szállását. Erre az ismert események alapján nem került sor, így az eredetileg kijelölt űrhajósok indulhattak a Viharok Tengerén (Oceanus Procellarum) kijelölt holdi leszállóhely felé 1969. november 14-én.
A startra meglehetősen viharos körülmények között került sor, amelynek eredményeként a repülés 36,5., majd az 52. másodpercében villámcsapás érte az emelkedő űrszerelvényt. És mellesleg szintén az emelkedés során egy 280,9 km/h-ás széllökés is érte, mivel egy teljesen beborult, felhős égbolt felé indították a rakétát, amelyek nyomán a NASA újabb szabályt léptetett életbe a későbbi indításokra: felhőborította égbolt esetén tilos a felbocsátás. A két villámcsapás egyben kiütötte az űrhajó elektromos rendszerét (az űrhajósok nem voltak veszélyben, mivel az Apollo CSM, amelyben ültek, afféle Faraday-kalitkaként megóvta őket, szerencsére a Saturn V saját irányítórendszere is sértetlen maradt és rendben vitte tovább az űrhajót a megfelelő pályán. Az elektronikailag halott űrhajót életre kellett kelteni, amelyre az irányítás egyik mérnöke, John Aaron tudta a megoldást és azt rádiózta az űrhajósoknak: „Try SCE to AUX” (azaz „próbáljátok átállítani az SCE-t AUX-ra”). Pete Conrad parancsnok úgy reagált az utasításra, hogy „Mi az ördög az az SCE?”, ám Al Bean holdkomppilótának bevillant, hogy melyik kapcsolót kell átállítania. Az SCE (Signal Conditioning Equipment) egy jelátalakító volt, amelynek üzemmódjait „Norm” (normál) és „Aux” (tartalék) között lehetett váltani. Az üzemmódváltással elhárult a műszerek megbolondulását okozó probléma, Bean beavatkozásának köszönhetően egy kényszerű megszakítás helyett folytathatták az űrhajósok az utat a Hold felé.
A „Try SCE to AUX” kifejezés műszaki körökben önálló életre kelt és afféle szállóigévé vált, a találékonyság és helyzetfelismerés metaforájává, és a mai napig idézik az ilyeneket igénylő helyzetekben.
1969. november 19-én az Intrepid holdkomp fedélzetén Alan Bean, Pete Conrad parancsnok társaságában leszállt a holdfelszínre, annak Oceanus Procellarum (Viharok Tengere) formációjánál, azon belül is egy kijelölt célpont, a három hónappal korábban leszállt Surveyor–3 holdszonda mellett. A második Holdra szállás elő azt a feladatot tűzték ki a tervezők, hogy bebizonyítsák, az Apollo hardverrel hajszálpontos leszállásokat is végre lehet hajtani egy előre meghatározott pont mellett (korábban az Apollo–11 első kísérlete kilométerekkel lőtt mellé). A leszállás után nyilvánvalóvá vált, hogy az űrhajóspáros ezt az elsődleges prioritású feladatot maradéktalanul teljesítette (későbbi mérések azt mutatták, hogy 158 méterrel a holdszonda mellé sikerült leszállni).
Az Apollo–12 űrhajósai két űrsétát terveztek (az Apollo–11 G típusú repüléséról rögtön továbblépett a program a H típusú repülésre) és Alan Bean 26 perccel parancsnoka után, negyedik emberként, 1969. november 19-én 12:11:41-kor (UTC) lépett a holdfelszínre.
Az első holdsétán a két űrhajós feladata az első teljes körűen kiépített tudományos műszercsomag, az ALSEP állomás felállítása volt a feladata. Az első feladat azonban ezt megelőzően egy színes TV kamera üzembe helyezése volt, amellyel a NASA és egész Amerika azt tervezte, hogy Armstrongék elég sok minőségi kivánni valót maga után hagyó tévéadása után egy éles és színes tévéadással (kvázi tévéshow-val) akart előrukkolni, hogy a tévén keresztül nyerje meg a közvélemény csodálatát, amely lankadni látszott, mivel a Kennedy által kitűzött célt, az oroszok legyőzését az Apollo-program már teljesítette. Bean feladata volt a vadonatúj kamera felállítása. És a művelet váratlan kudarccal végződött: a holdkomppilóta véletlenül a Nap felé fordította a kamera objektívjét, amelytől az abba épített Vidicon érzékelő kiégett és a a kamera kiégett és egyetlen percet sem sikerült használni. Mivel a második Holdra szállás az előző gyenge színvonalú tévéadás helyett egy rádióadássá silányult Bean hibája miatt a nézők szemében, a repülés ezen része kudarcnak számított. Később elemzők szerint nagyban hozzájárult az Apollo–12 tévéadásának kudarca a közvélemény Apollo-programtól való elfordulásához.
A második holdsétán az űrhajósok megtehették az első geológiai kutatóutat a Hold felszínén, ennek csúcspontján a Surveyor–3 szonda meglátogatásával. Bean egy apró csínytevéssel készült. Még a repülés előtt eltervezte, hogy megtréfálja az irányítást és egy olyan fotót hoznak haza, amelyen mindketten rajta lesznek (ezzel kissé összezavarva a fénykép elemzőket, hogy akkor ki készíthette a felvételt) és ehhez egy önkioldót vitt magával a személyes csomagjában. Bean és Conrad a második holdsétán a szerszám hordozójukban vitte magával a kis fényképészeti eszközt, ám mikorra odaértek a szondához, ahol használni szerették volna, az elkeveredett a hordozó alján és nem találták. Sok időt nem áldozhattak a keresésére, így a csínytevésből nem lett semmi. Amikor a holdséta végére értek, az Intrepidnél kipakoltak a tartóból, Bean megtalálta az önkioldót is. Keserűen, hogy végül feleslegesen hozta magával, olyan messzire dobta el, amennyire csak tudta.
Egy sikeres küldetést maguk mögött tudva, 1969. november 20-án 14:25:47-kor (UTC) hagyta el parancsnok és holdkomppilótája a Viharok-tengerét. A visszaút során Conrad váratlan gesztust tett Bean felé, megengedte, hogy rövid ideig – a szabályok ellenére – a holdkomppilóta vezesse egy kicsit az űrhajót (ez a kis intermezzo teljes titokban történt és csak jóval később, Bean életrajzi írásából derült rá fény).

### Skylab

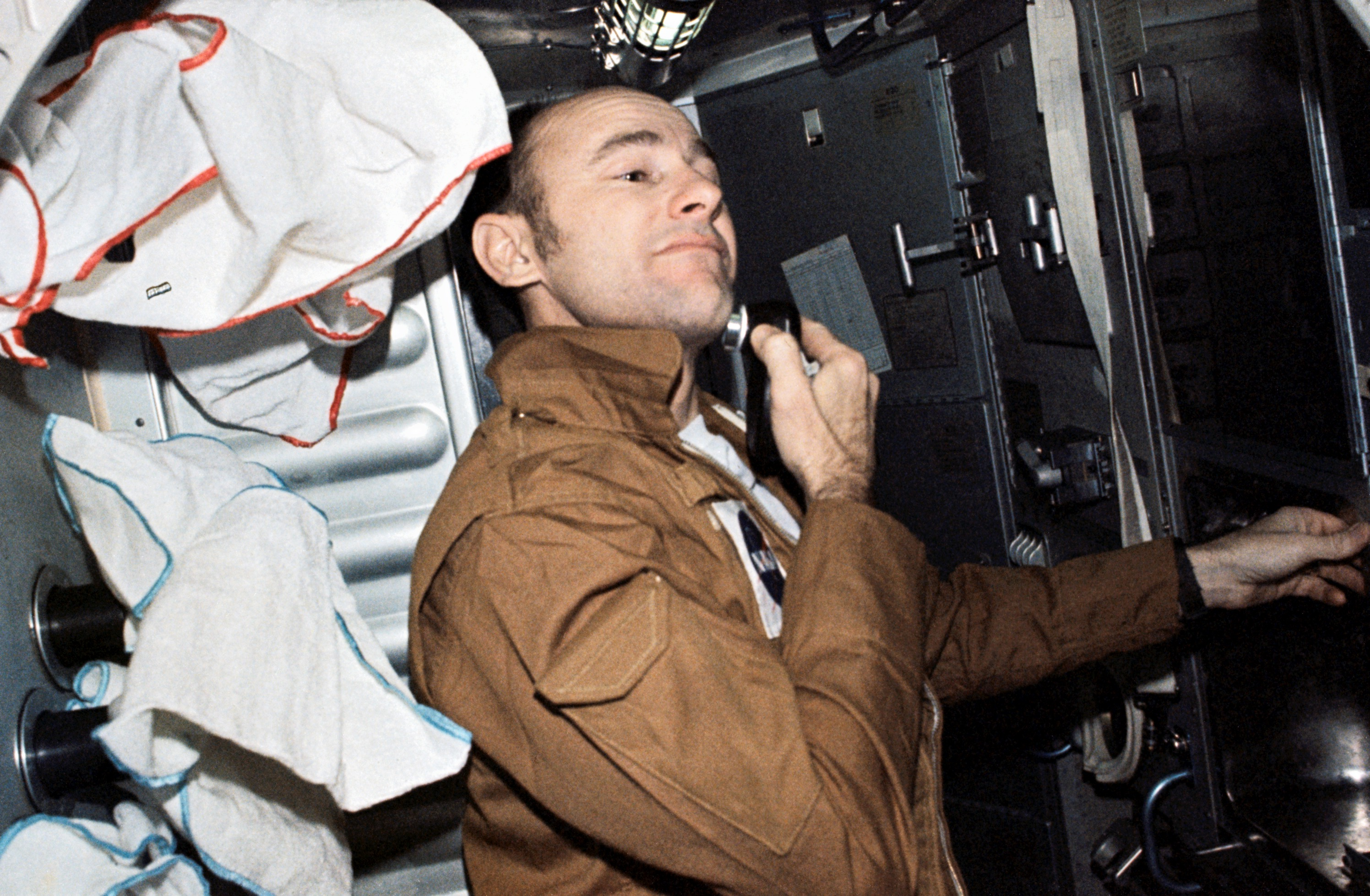
Bean éppen borotválkozik a Skylab űrállomáson

Az Apollo–12 repülés után a Slayton-féle legénységi körforgás – bár kissé homályosan és semmiféleképpen nem egzakt módon – az ígérte Bean számára, hogy az Apollo–19-cel parancsnokként visszatérhetne a Holdra. Azonban a legénység tagjai döntési pontra értek a jövőjükkel kapcsolatban: Gordon úgy döntött, hogy marad a holdprogramban és eljut a Holdra, Conrad és Alan Bean pedig azt gondolta, inkább kiszáll és az Apollo utáni létre koncentrál. Az idő az utóbbi párost igazolta: az Apollo-programot Nixon elnök idő előtt leállította, Gordon repülését a NASA költségvetési okokból törölte. Az Apollo Application Projektből azonban elkezdett kinőni egy űrállomásprogram, amelyet az űrverseny végleges lezárásának szántak Amerikában (amíg az USA elérte a Holdat, a szovjetek az űrállomás-építés irányába fordultak, Amerika űgy érezte, hogy még meg kell mutatnia, hogy könnyűszerrel képes ugyanolyan, vagy méretében talán nagyobb teljesítményt nyújtani, mint a szovjetek a Szaljutokkal). Nem mellesleg az Apollo-program leállásával 400 000 ember munkahelyének megszűnése vált fenyegető veszéllyé, amelyet az amerikai kormányzat nem vállalhatott fel, szükség volt valamiféle folytatásra, amely felszívhatta ezen munkaerő nagy részét is.
Alan Bean tehát a Skylab-programra lépett tovább űrhajós karrierjében, amelyben aztán a második űrállomás legénység parancsnoki tisztségét kapta, a Skylab–3-mal repülhetett.
A Skylab repülések egy kis híján végzetes kudarccal kezdődtek: az utolsó Saturn V rakéta a korai repülésekre jellemző hibája, káros rezonanciák fellépése miatt a pályára álló űrállomás megsérült és kétséges volt, hogy egyáltalán lehetséges-e a beüzemelése és használatba vétele. Egy viszonylag rövid vészhelyzeti értékelés és hibajavítási terveket követően az első legénység azt kapta elsődleges feladatául, hogy megpróbálják gyorsjavítások keretében működőképes állapotba hozni az űrállomást. A munka sikerrel járt Pete Conrad és legénysége működőképessé tette a Skylab-et. Ekkor következett el a második személyzet, Alan Bean, Owen Garriott és Jack Lousma repülése, amely a sikeres mentőakciót követően immár tisztán tudományos célú repülés volt az űrállomásra. A startra 1973. július 28-án került sor.
A második Skylab expedíció az első repülés kb. egy hónapos időtartamát akarta megduplázni, azaz a Bean parancsnokolta legénység egy 60 napos űrrepülésre készült. Ennek során az elsődleges feladat a tudományos kísérletek lefolytatása volt. Orvosi kísérleteket végeztek a legénység tagjain az űrrepülés hatásairól, biológiai kísérleteket végeztek állatokon, szintén a repülés során fellépő súlytalanság hatásairól. Illetve csillagászati, vagy röntgensugár megfigyelések voltak terítéken. Ezekkel kapcsolatos volt például az a – repülés során harmadik – űrséta, amelyet a parancsnok Bean végzett el 1973. szeptember 22-én, összesen 2 óra 45 perc időtartamban. Másodlagos feladat volt, szintén Bean vezérletével, az űrállomást pályára álláskor ért baleset következményeinek felszámolására végzett feladatok, így például egy napellenző vászon kifeszítése a Conradék által felvitt ideiglenes másik elem fölé.
A repülést egy érdekes hiba árnyékolta meg már a felbocsátást követően: az űrhajósokat szállító Apollo CSM egyik manőverező hajtómű csokra meghibásodott, le kellett határolni, ezzel működésképtelenné téve. Majd hamarosan egy másik hajtóműcsokor is ugyanarra a sorsra jutott. Cape Canaveralben már felkészültek egy mentőűrhajó felküldésére, aztán a kísérletek azt mutatták, hogy a maradék két kormányhajtómű csokorral is ugyanolyan maradéktalanul irányítható maradt az űrhajó, így végül nem igényelt beavatkozást a helyzet.

### Szojuz-Apollo-program

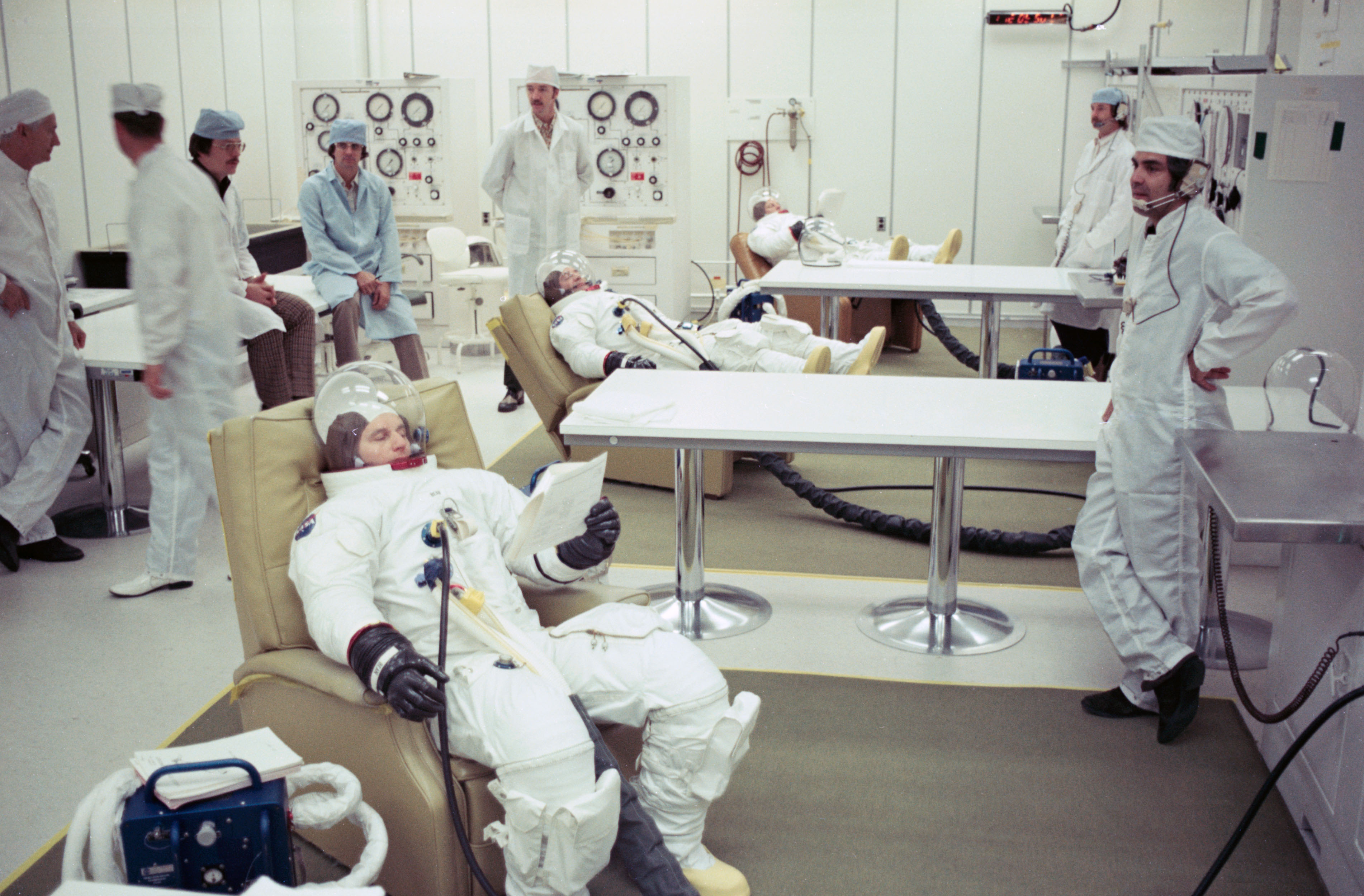
A Bean vezette Apollo tartalék személyzet beöltözik egy vákuumkamra teszthez a Szojuz-Apollo-program alatt

Az 1970-es évek közepére a hidegháború légkörét rövid időre felváltotta az enyhülés a nagyhatalmak viszonyában, illetve az űrverseny is eldőlni látszott az Apollo-, Szojuz-, Szaljut- és Skylab-programokkal, az USA és a Szovjetunió elhatározták, hogy kettejük együttműködésében egy közös űrrepülést hajtanak végre (korábban Kennedy és Hruscsov között is felmerült egy ilyen ötlet, ám a Kennedy-gyilkosság, majd Hruscsov egy évvel későbbi puccsszerű leváltása megakadályozta ezt). Az együttműködés a Szojuz-Apollo-programban öltött testet, amelyben amerikai részről egy Apollo űrhajó, szovjet részről egy Szojuz űrhajó startolt, hogy odafenn keringve összekapcsolódjanak és a két személyzet nemzetközi űrkísérleteket hajtson végre.
A feladatra mindkét oldalon két legénységet – egy első számú és egy tartalék személyzetet – jelöltek ki. Amerikai oldalon Alan Bean lett a tartalék legénység parancsnoka, Ronald Evans és Jack Lousma mellett – míg az első számú legénység Tom Staffordból, a 16 év után repülési státuszát visszanyerő és NASA igazgatóból egyszerű beosztott űrhajóssá visszalépő Deke Slaytonból, valamint Vance Brandból került ki –. Szovjet oldalon az első számú legénység Alekszej Leonov és Valerij Kubaszov, tartalékaik, azaz a Bean-féle legénység partnerei Anatolij Filipcsenko és Nyikolaj Rukavisnyikov voltak. A felkészülés mindkét oldalon nagyrészt önállóan, saját környezetben zajlott, de Beanék is jártak és feladatokat hajtottak végre Csillagvárosban, míg a szovjet személyzetek is voltak Houstonban, vagy Cape Canaveraenl. A két nemzetközi személyzetek között barátságok is fűződtek – bár a kommunikációban inkább tolmácsok segítették őket –, mindkét oldalon az űrhajósok részt vettek gyorstalpaló és alapfokú angol, illetve orosz nyelvórákon is.
A repülésre végül 1975. július 15. és július 24. között került sor, amelyből a tényleges közös repülés 1975. július 17-19. között ment végbe. Beanék tartalék legénységére nem volt szükség, semmi nem jött közbe a felkészülés során, így az elsődleges legénység repülhetett. Alan Bean ekkor kapott utoljára a NASA-tól űrhajós megbízatást.

#### Űrrepülési státuszon kívül
Bean végül összesen 69 napot, 15 órát és 45 percet töltött a világűrbe, ezzel a Skylab-3 és a Skylab–4 közötti rövid időszakban időtartam világrekorder is volt. 1975. októberében leszerelt a haditengerészettől, a haderőnemet kapitányi rendfokozatban hagyta maga mögött, és főállású NASA alkalmazott lett. Az Űrhajós Irodára került és átvette az űrhajósjelölt operációs és kiképzési csoport vezetését, amely elkezdte a felkészülést a Space Shuttle repülésekre. 1981 júniusában aztán úgy döntött, NASA pályafutását is befejezi és felmondott az űrhivatalnál.

## Űrrepülések
(zárójelben a repülés dátuma)
- Apollo–12  (1969. november 14. – 1969. november 24.)
- Skylab–3  (1973. július 28. – 1973. szeptember 25.)

## Festőművész karrierje

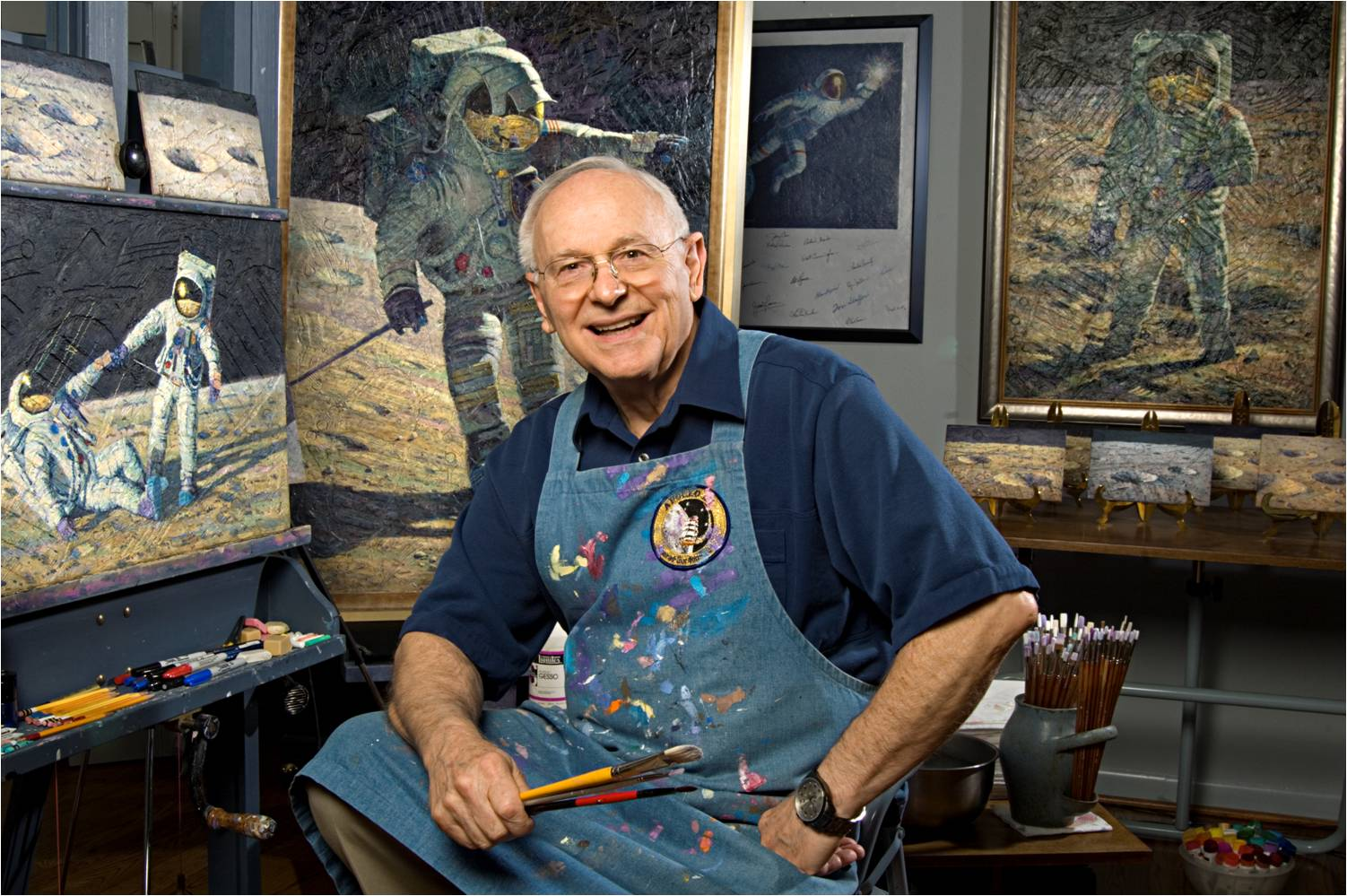
Bean festőművészként a National Air and Space Museum galériájában

Szokás Beant úgy emlegetni, mint a művész, aki járt a Holdon. Azonban saját elmondása és visszaemlékezése szerint téves sztereotípia, ami pont fordítva volt, az ő művészete abból szökkent szárba, hogy űrhajósként a Holdon járva olyan egyedi élményben volt része, amely arra sarkallta, hogy művészi látószögből örökítse meg.
Bean még a Patuxent Riverbeli pilótaképzése idején szabadidejében festészet órákra járt, ahol azonban még nem alakult ki tematika a művészetéhez: virágmotívumokat, absztrakt ábrákat festett, vagy éppen Cezanne, Degas és Greacen műveit másolta. Aztán hosszú ideig a festészet csak kedvtelés maradt, űrhajósként olyan elfoglalt volt, hogy szabadideje sem maradt rá. Ez változott meg, amikor aktív űrhajós beosztását felcserélte a személyzeti igazgatói posztra: egyszeriben sokkal több szabadideje lett. Egy barátjával elköltött vacsora sorsfordító volt számára, mivel a barát tette fel a kérdést neki, hogy mihez kezd a NASA utáni időkben és hogy miért nem kezd művészi pályába. Beanben ez a beszélgetés indította el a gondolatot, korábban a festészetről csak a kellemes szabadidős tevékenység képe élt benne.
1981-ben kilépett a NASA-tól és belekezdett egy kísérletbe. Elkezdett festeni és tette mindezt úgy, hogy egyfajta szimulációnak fogta fel. Ahogy a NASA is szimulációkkal próbálta modellezni, hogy egyik-másik folyamata működőképes-e, úgy Bean is a korábbi munkaadója módszerével tesztelte, hogy  képes lenne-e főállású művészként működni.
3 évvel NASA-tól való távozása után szervezte az addig elkészült képeiből első kiállítását a Meredith Long Művészeti Galériában. Művei témájául a Holdat, pontosabban a saját holdi emlékeit választotta.
Aktív művészként szinte kizárólag az űrhajósok – köztük természetesen saját maga – holdi tevékenysége ábrázolása szolgált témájául. Néha szinte fényképszerűen, néha viszont fantázia alkotta történések megformálásában. Stílusa többszörösen is egyedivé vált az évek során. Először is elhatározta, hogy művészi értelmezésében színeket ad a holdi képekhez: „Ki kellett találnom egy módszert, hogy színeket adjak a Holdhoz, anélkül, hogy lerombolnám a képet. Ha tudós lennék, aki lefesti a Holdat, szürkének festeném. De művész vagyok ki kell színeznem a Holdat.”Másrészt a képeit textúrájában is megpróbálta egyedivé, „holdivá” tenni. Képei akril technikával készültek és a táblák, amelyekre festett sajátos kezelésben részesültek: az előkészítés folyamán, amikor a tábla felszíne még képlékeny volt, egy űrruha bakancstalpával (amelynek emlékezetes fotója Aldrin Apollo–11-beli űrsétájáról örökre ikonikus jelkép marad) lenyomatokat készített rá, vagy egy mintavevő fejjel is kerek bemélyedéseket vájt bele, illetve az űrruhájáról emlékbe kapott amerikai zászló, illetve küldetés logó apró darabjait metszette le és dolgozta bele anyagba (utóbbi érdekessége, hogy Bean elmondása szerint ezeken a textilfelületeken jókora mennyiségű holdpor ült meg, így a festmények mindegyike szükségszerűen tartalmaz holdpor részecskéket is).

## Magánélete és halála
Alan Bean 1955. április 19-én – a haditengerészethez való texasi kiképzése megkezdését követően – feleségül vette Sue Ragsdale-t. A párnak később két gyermeke született, fiuk Clay és lányuk Amy Sue. A házasságnak Bean NASA szolgálatának végefelé, huszonnégy évi együttlét után, 1979 áprilisában vetett véget a válás.
Az egykori űrhajós, immár festőművészként került kapcsolatba Leslie Gombolddal, akit 1982. július 15-én vett feleségül. A pár végül Bean haláláig, 36 évig együtt élt.
Alan Bean 2018. május 26-án hunyt el a Houstoni Metodista Kórházban, rövid betegség után (egy két héttel korábbi fort wayne-i út során döntötte le a lábáról egy betegség, amelynek végén kórházba került és már nem tudták megmenteni az életét). Temetésére 2018. november 8-án az Arlingtoni Nemzeti Temetőben került sor.

## Díjai, tagságai

### Díjak
- William S. Parsons altengernagy díj a tudományos és technikai haladásért[53]
- Robert J. Collier Trófea[53]
- FAI Jurij Gagarin Aranyérem[53]
- V.M. Komarov diploma[53]
- Robert H. Patuxent River Goddard Aranyérem[53]
- AIAA Octave Chanute Díj[53]
- ASA Flight Achievement Award[53]
- NASA Kiváló Szolgálatért érem (kétszer)[53]
- Haditengerészet Kiváló Szolgálatért érem (kétszer)[53]
- Nemzeti Védelmi Szolgálatért érem bronz fokozata[16]
- Godfrey L. Cabot Díj[8]
- Nemzeti Akadémia televíziós művészetek és tudományos kuratóriumának díja[8]
- Űrhajós szárnyak[8]

### Tagságok
- Nemzetközi Világúr Hírességek Csarnoka[54]
- Egyesült Államok Űrhajós Hírességek Csarnoka[55]
- Nemzetközi Légi és Világűr Hírességek Csarnoka[56]
- Nemzeti Repülési Hírességek Csarnoka[57]
- Amerikai Csillagászati Társaság[8]
- Kísérleti Pilóták Társasága[8]

## Megjelenése a kultúrában
Az HBO 1998-as A végtelen szerelmesei – Az Apollo-program című (eredeti angol címén: From the Earth to the Moon) minisorozatának Ennyi volt az egész (That's All There Is) című 7. része az Apollo–12 eseményeit dolgozza fel, éppen Bean szemszögéből. Az űrhajós megszemélyesítője Dave Foley volt.
Egy svéd indie pop előadó, Stina Nordenstam The Return of Alan Bean című 1991-es, Memories of Color albumáról való dalában énekelt az űrhajósról.
2001-ben egy brit indie rock együttes, a Hefner jelentett meg egy dalt Alan Bean címen. amely az Apollo–12-ről szól a holdkomppilóta perspektívájából.
A 2019-es, America Was Hard to Find (Nehéz volt megtalálni Amerikát) című novellájában Kathleen Alcott az Apollo Holdra szállásokat írja le, ami az Alan Beannel való korábbi interjúkön alapult.

## Galéria

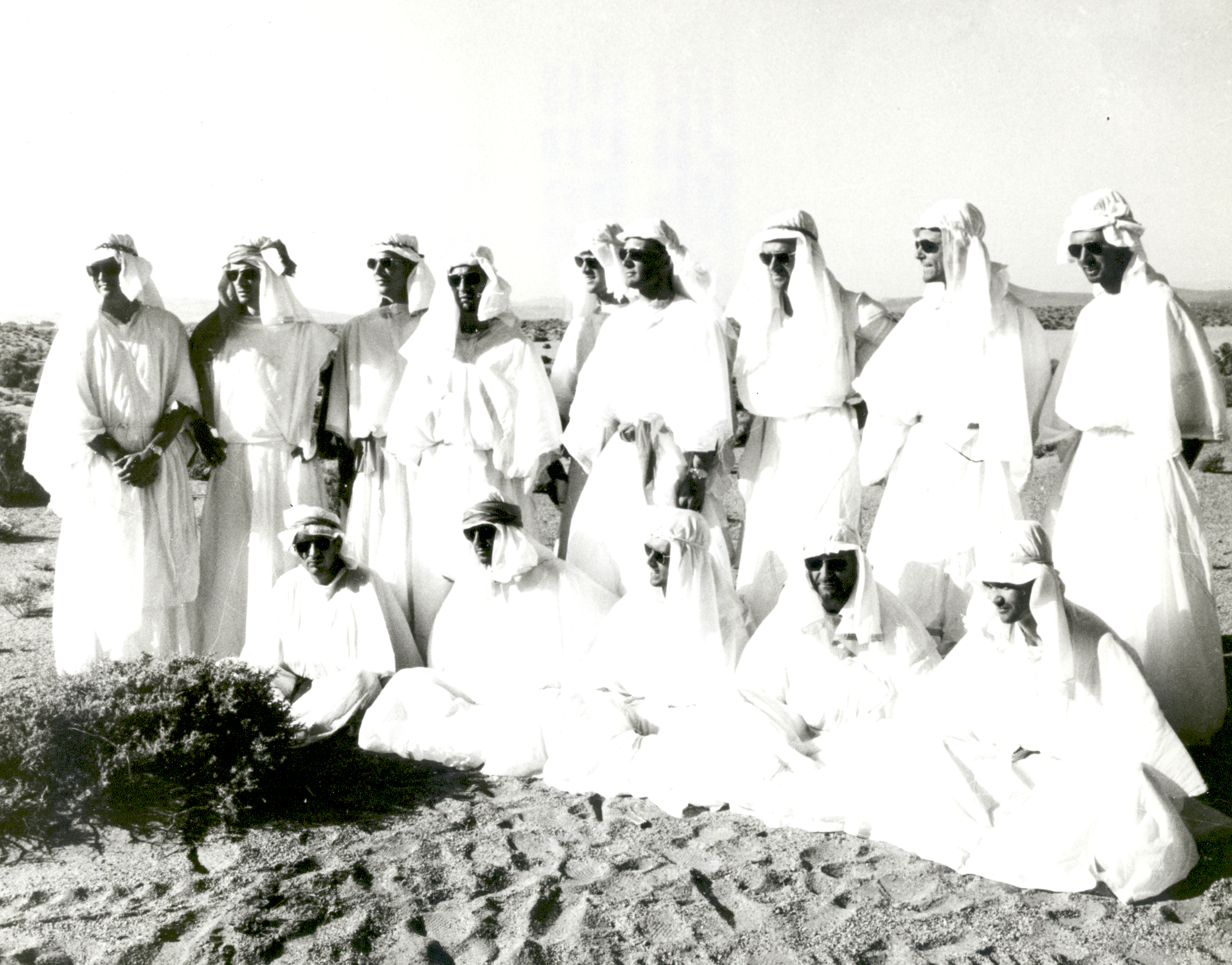
A Tizennégyek egyik első kiképzési gyakorlata: sivatagi leszállást szimuláló túlélő gyakorlat az új űrhajósjelöltek számára
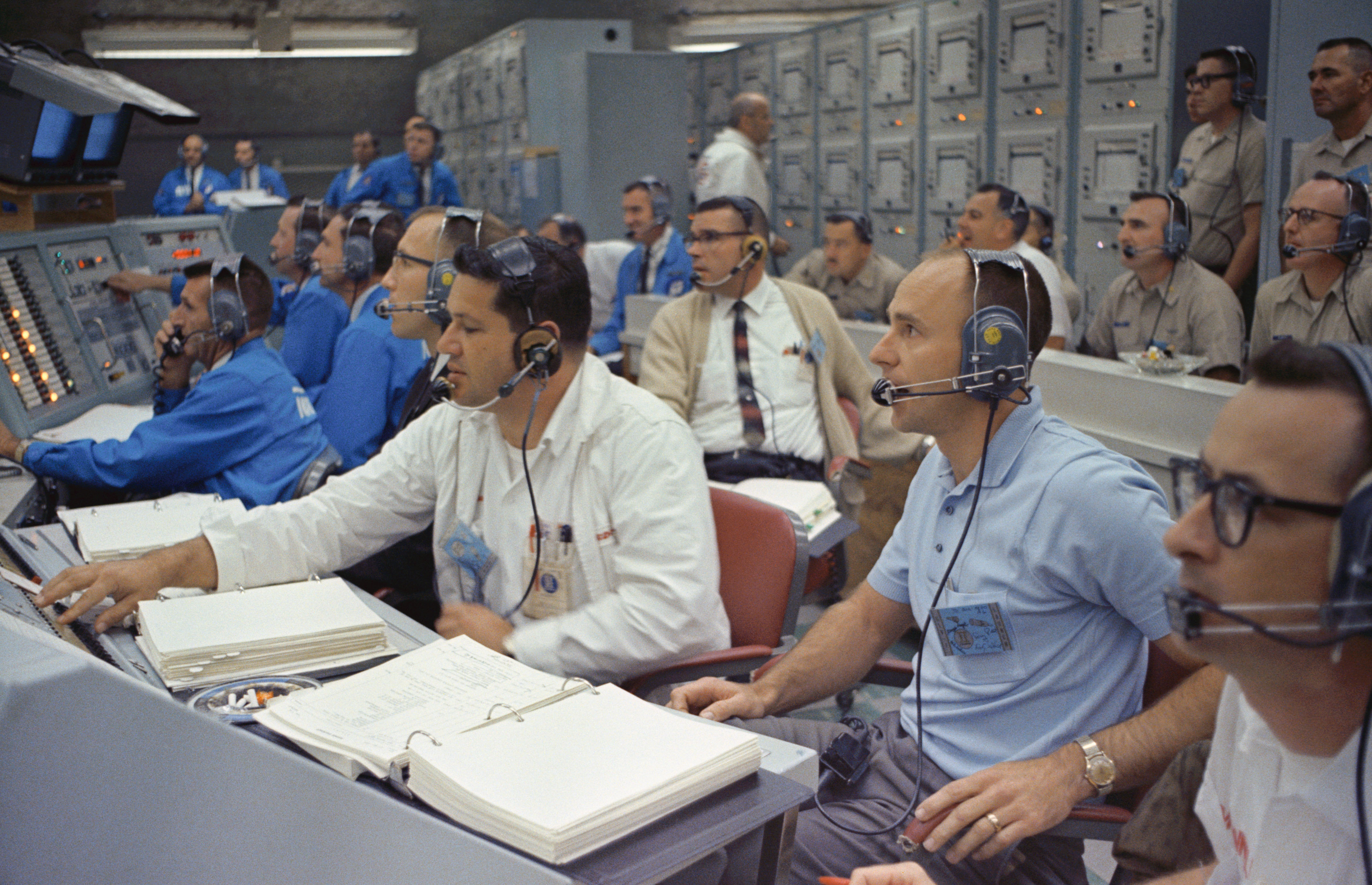
Egyik első Gemini feladata: CapCom a Gemini–7 repülésen
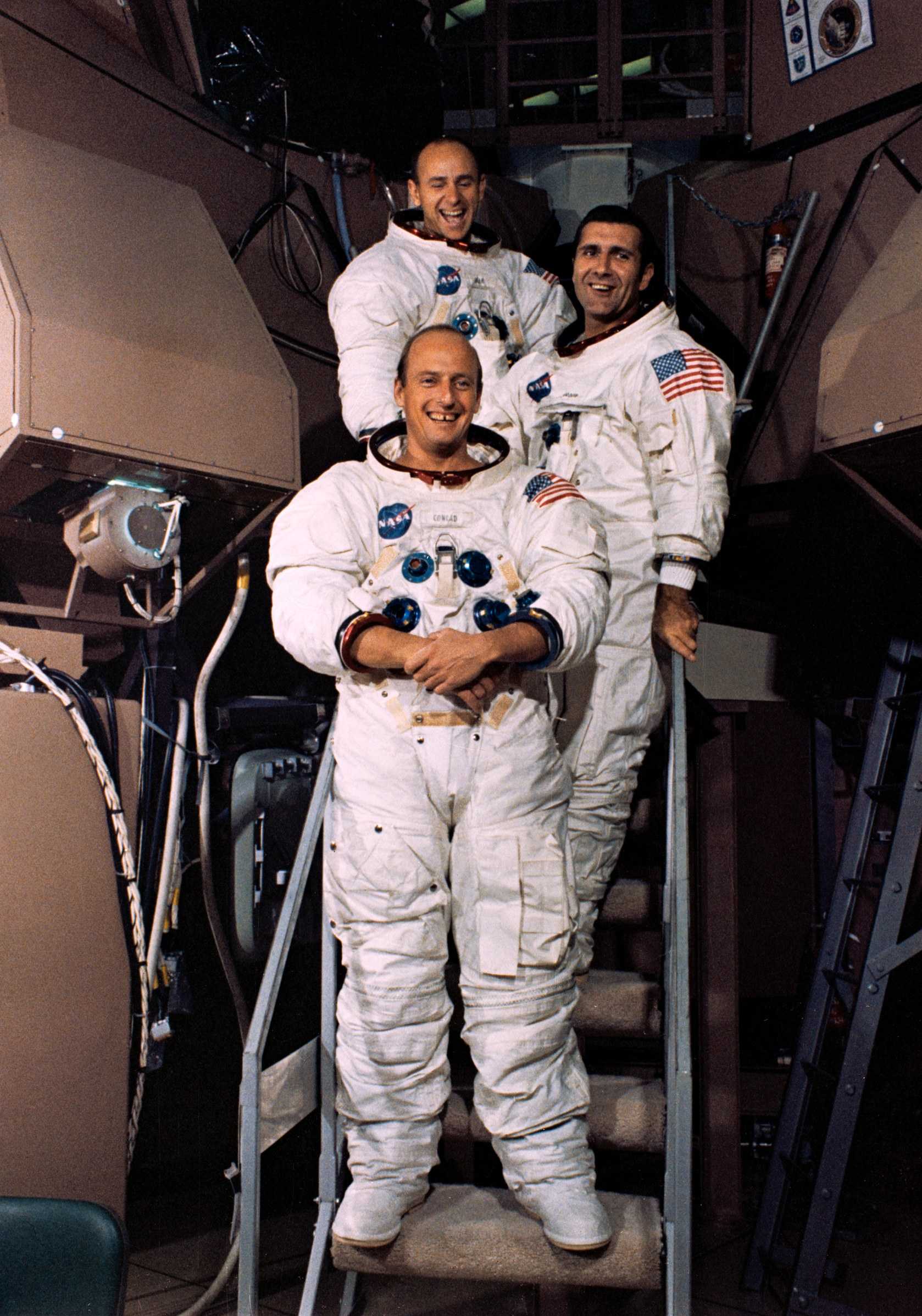
Az Apollo–9 tartalék legénysége, akik a tartalékok sorsát illusztrálják, szimulátoros gyakorlás az életük
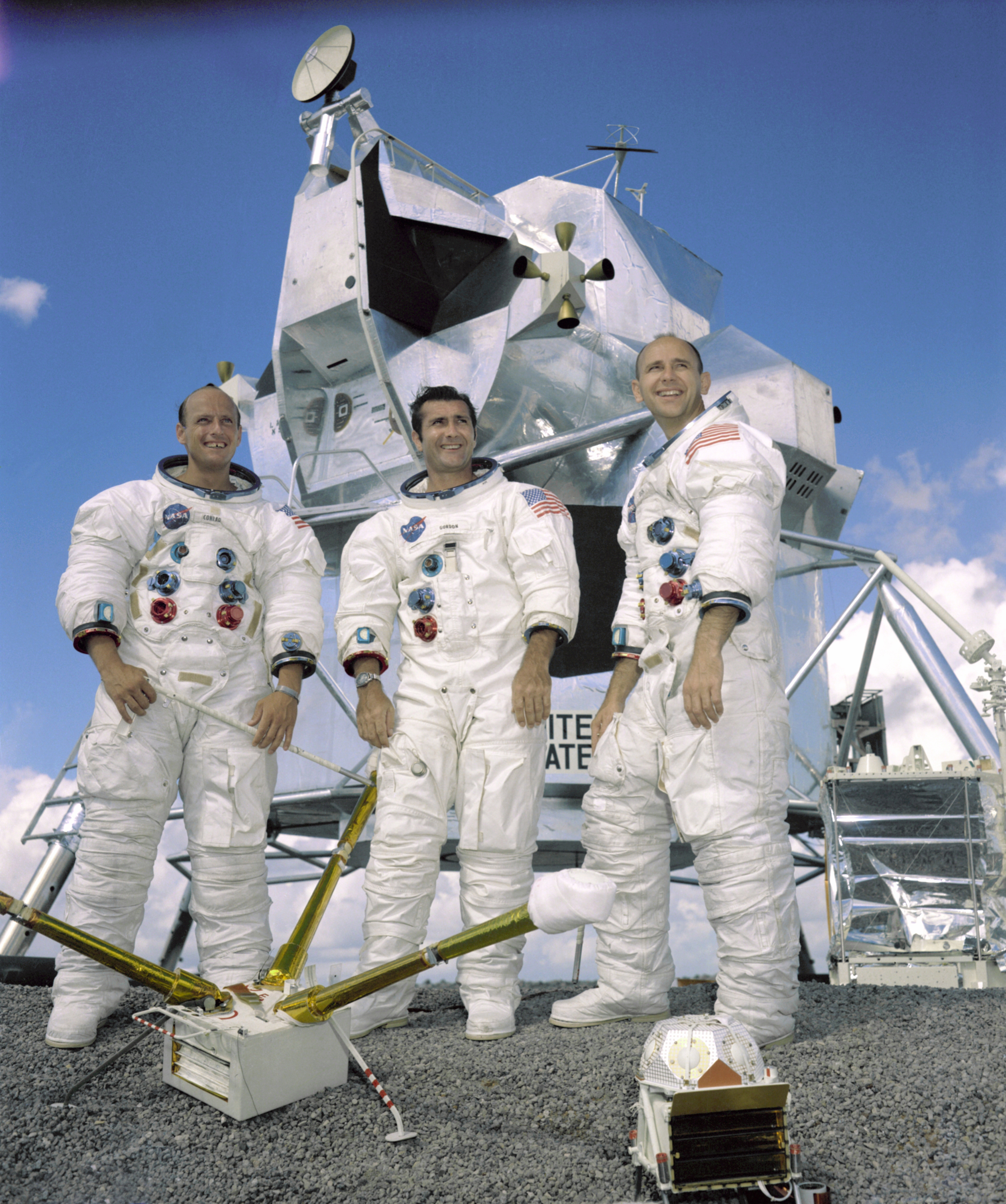
Hivatalos Apollo–12 fotó, egy holdkomp makett előtt
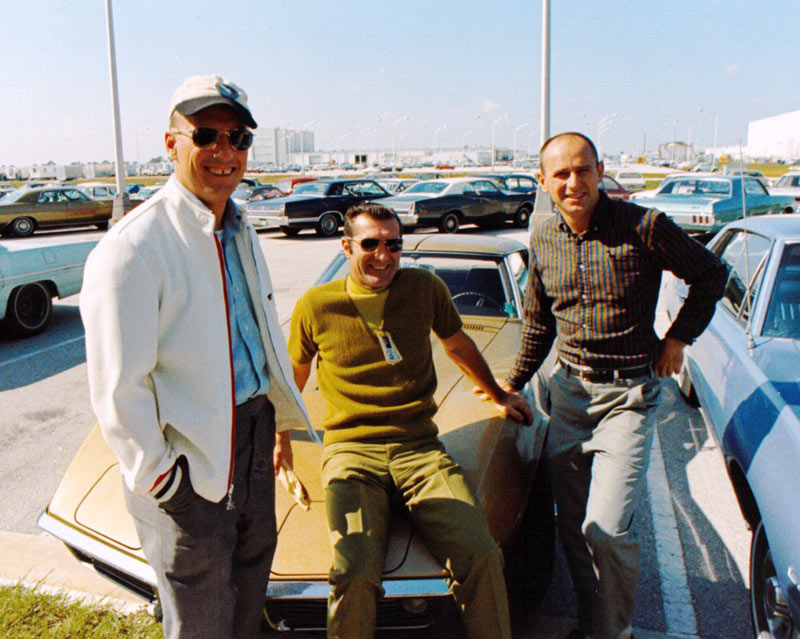
És egy kevésbé hivatalos fotó egy „szponzor-Corvette”-tel
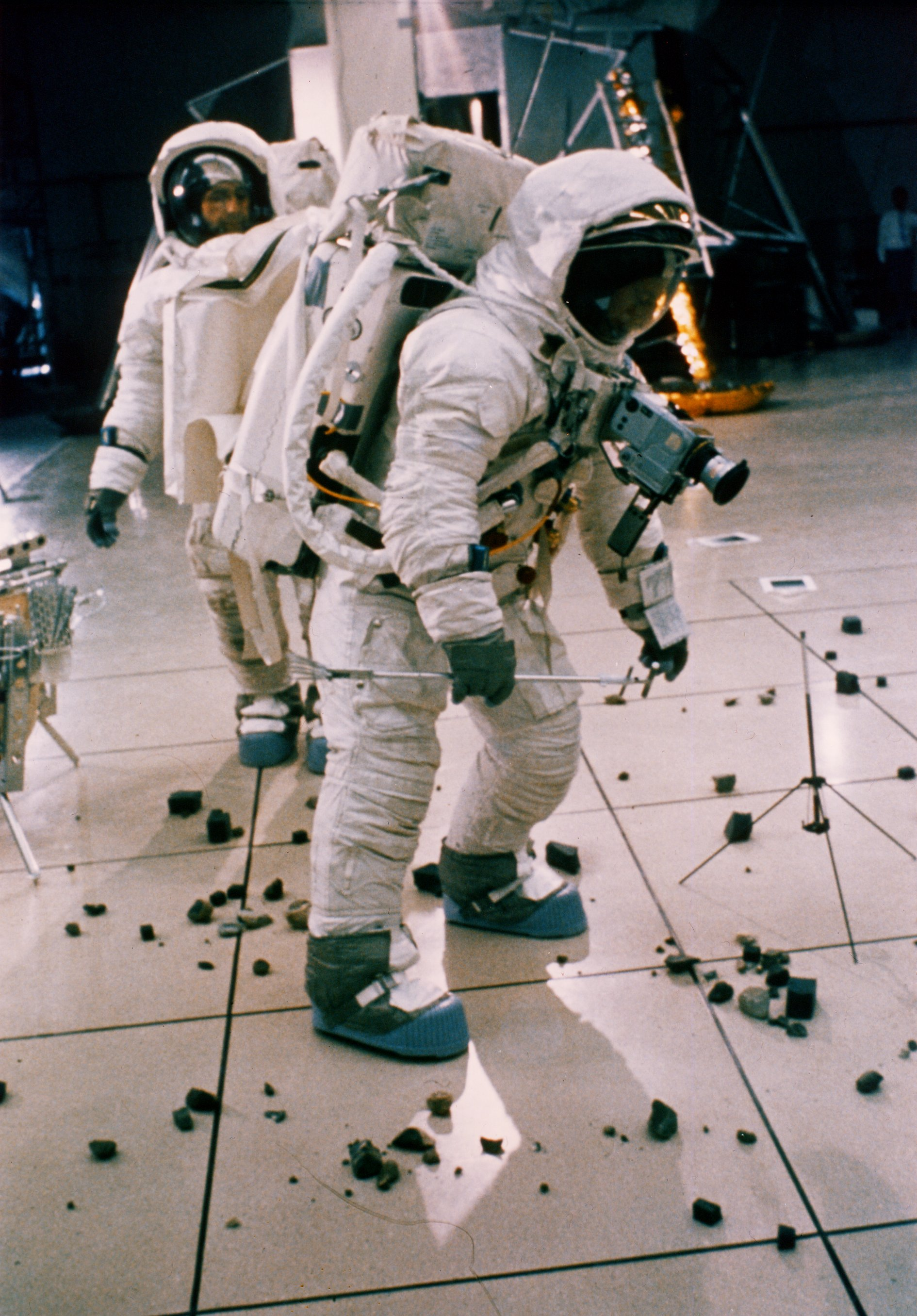
Földi gyakorlás a holdsétákra
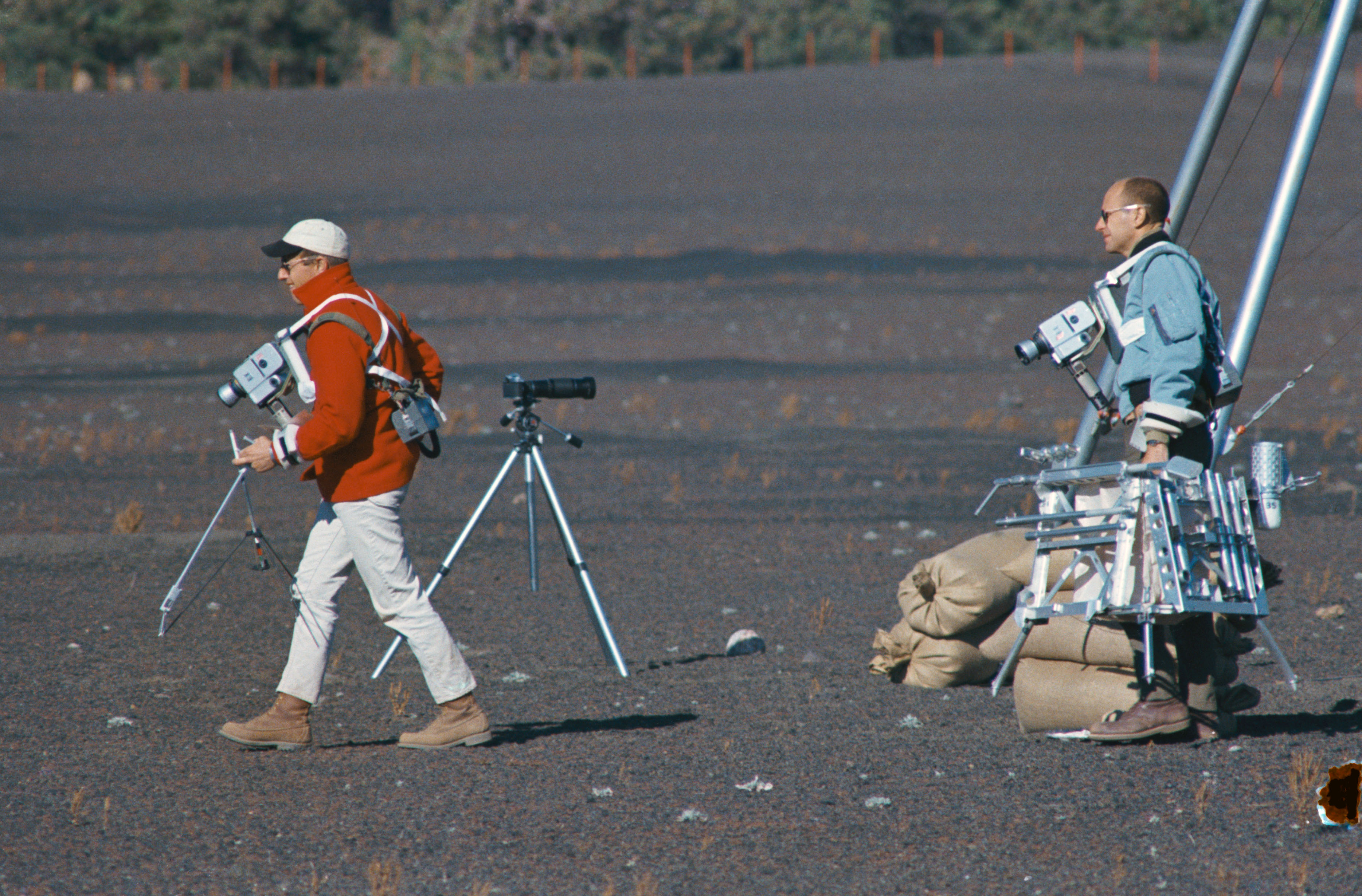
Geológiai terepgyakorlaton (elől Conrad egy gnommonnal, hátul Bean a Kézi Szerszámtárolóval)
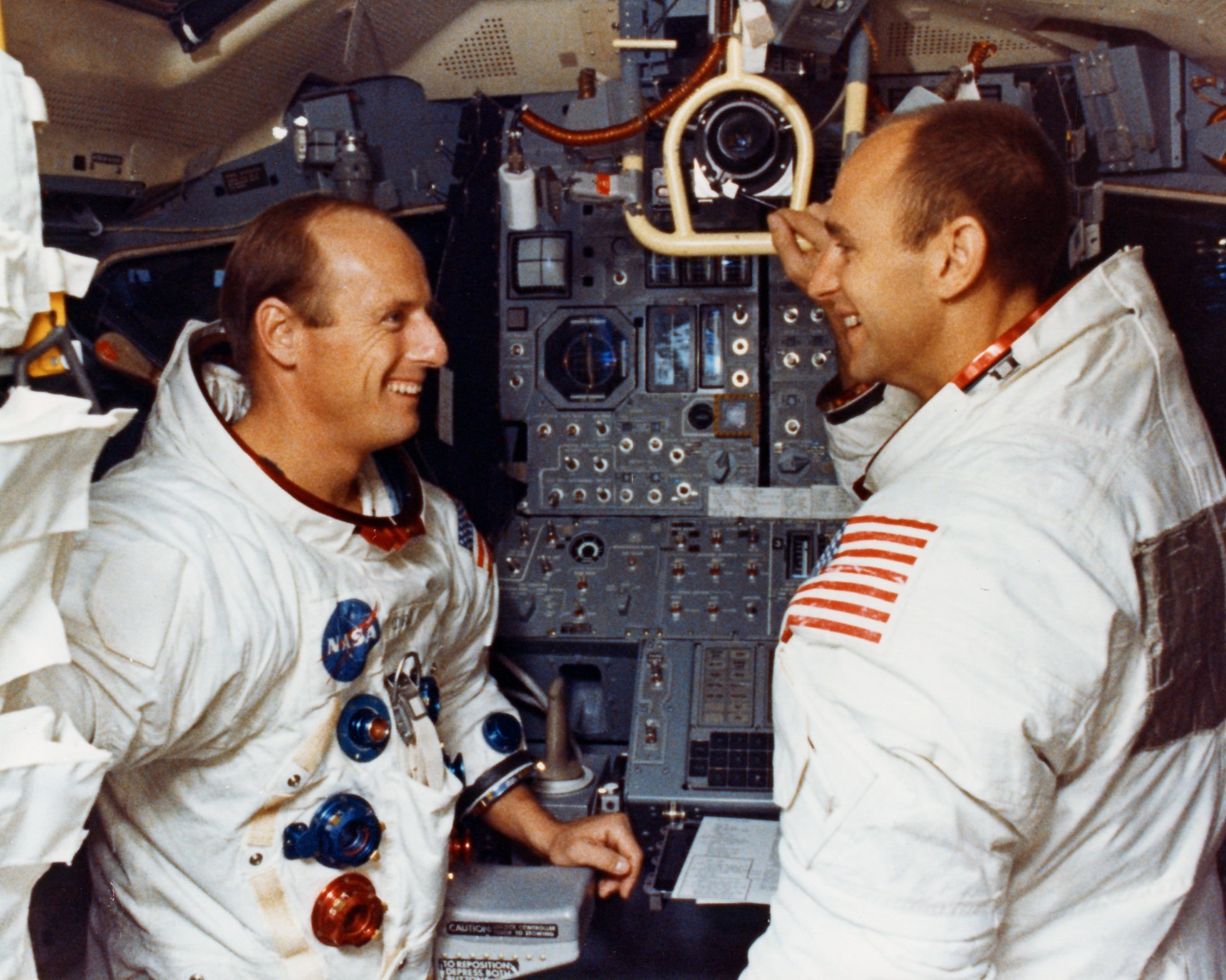
Conrad (balra) és Bean (jobbra) a holdkomp szimulátorban a le- és felszállást gyakorlák
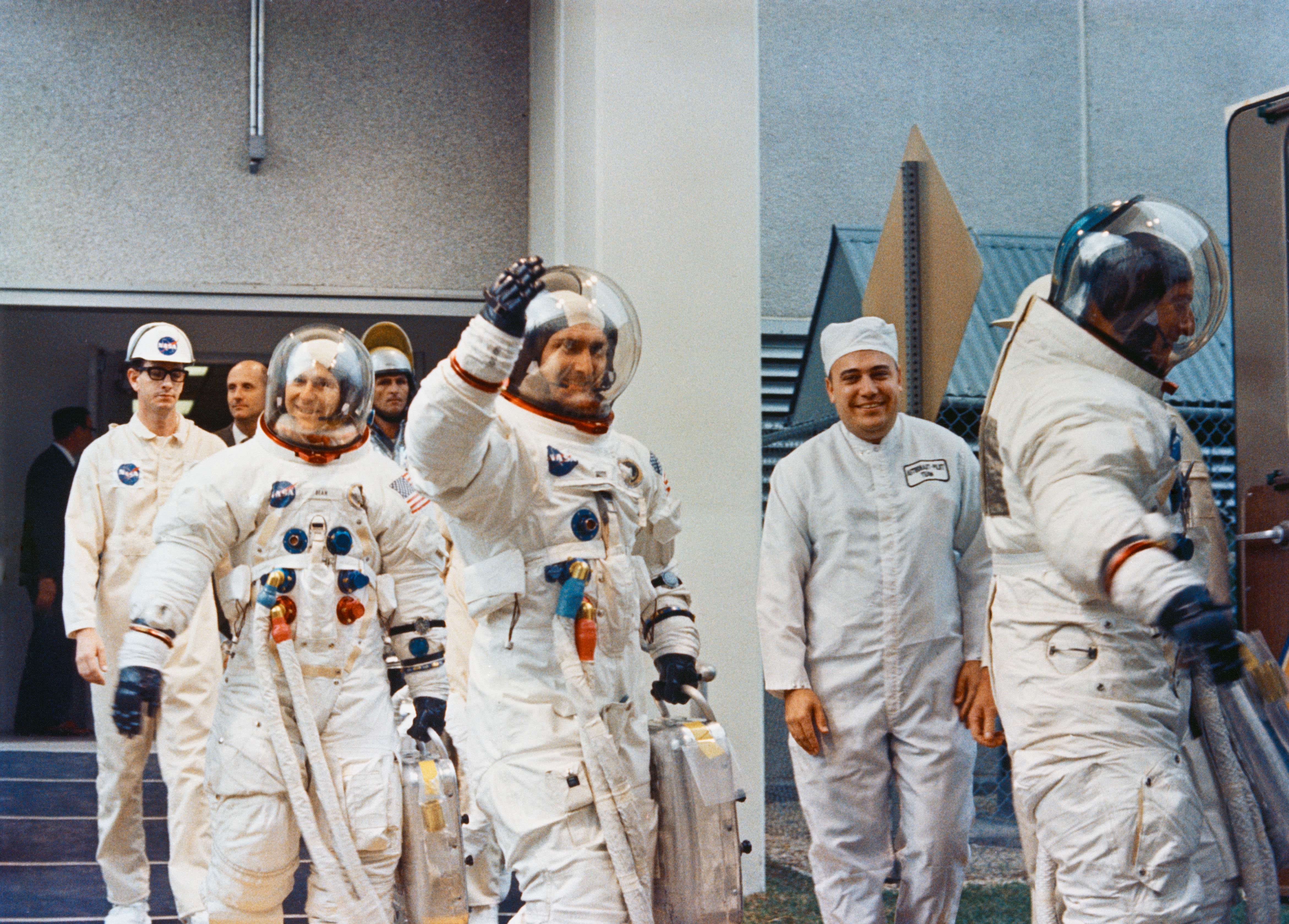
Az Apollo–12 legénysége útnak indul az indítóállás felé
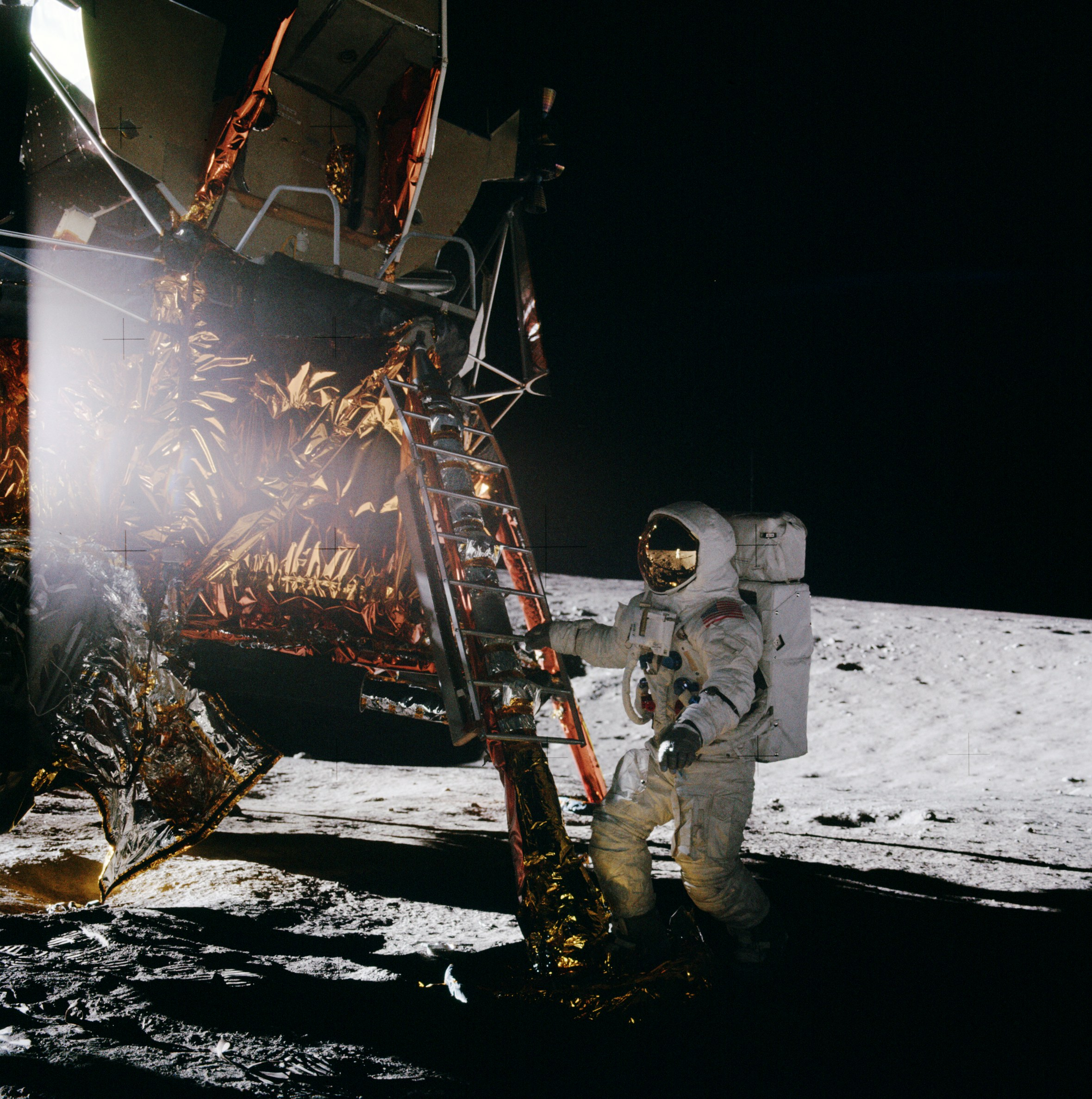
Alan Bean első lépése a Holdon
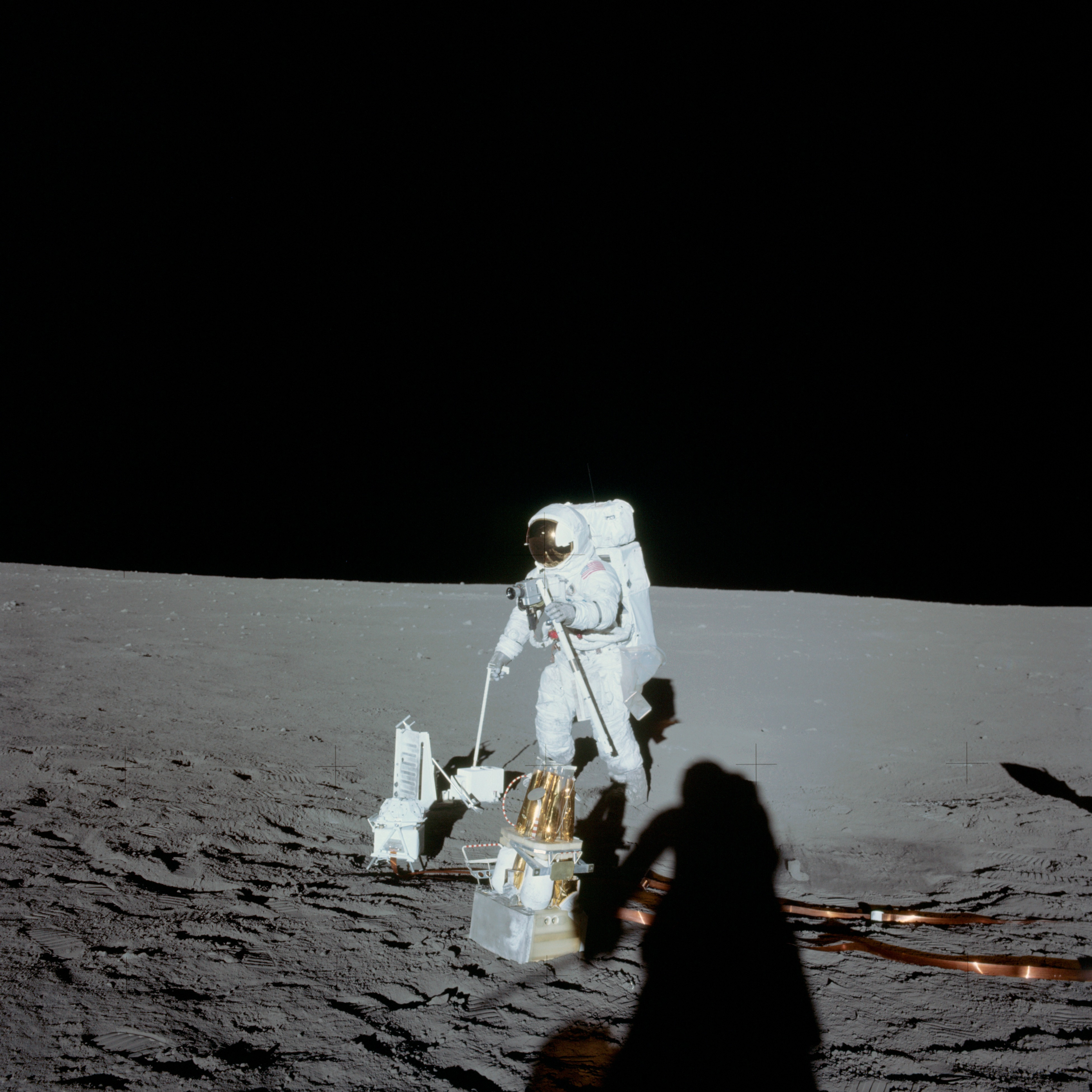
Geológiai munka – az ALSEP felállítása – közben
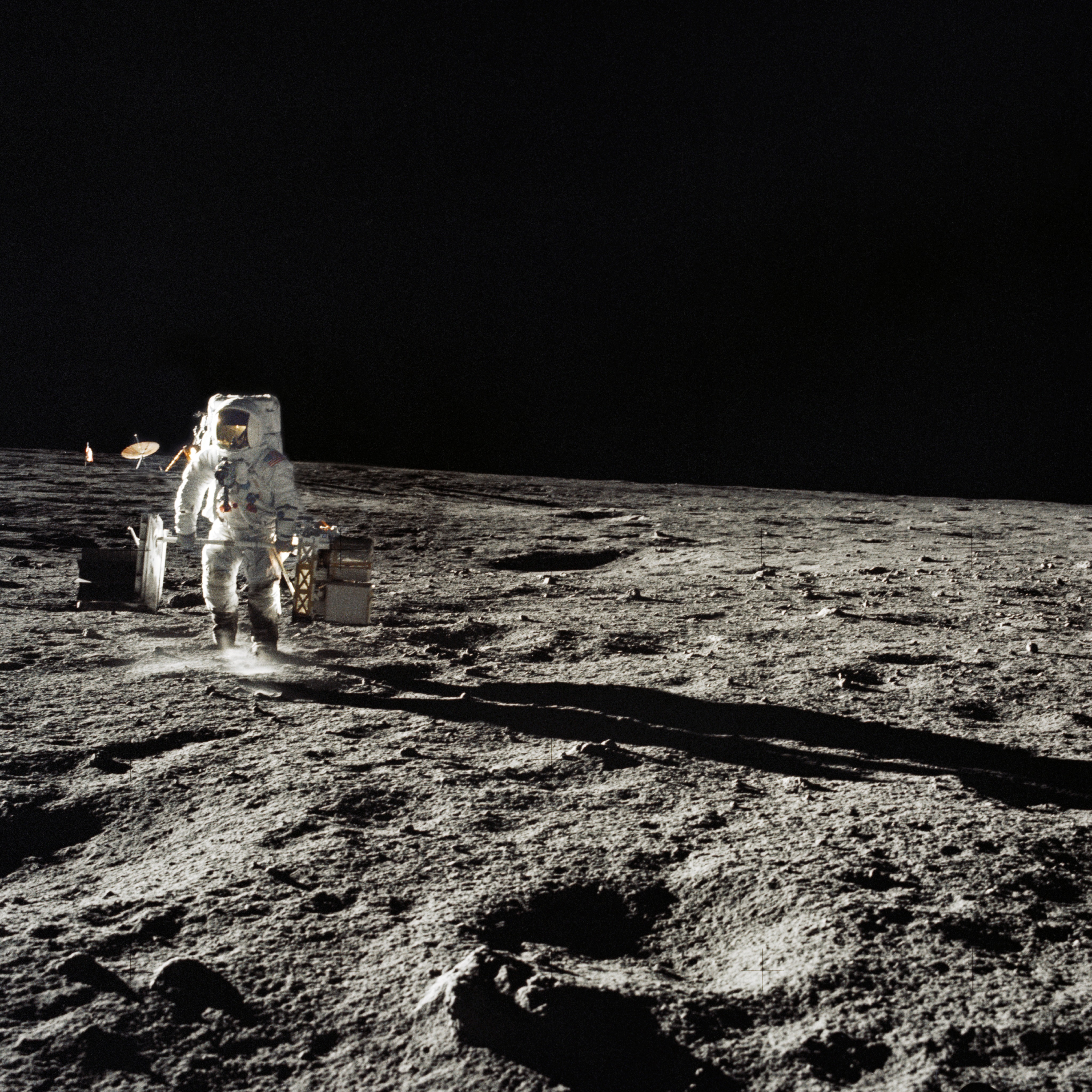
Bean a felállítási helyére cipeli a súlyzószerűen bemálházott ALSEP-et
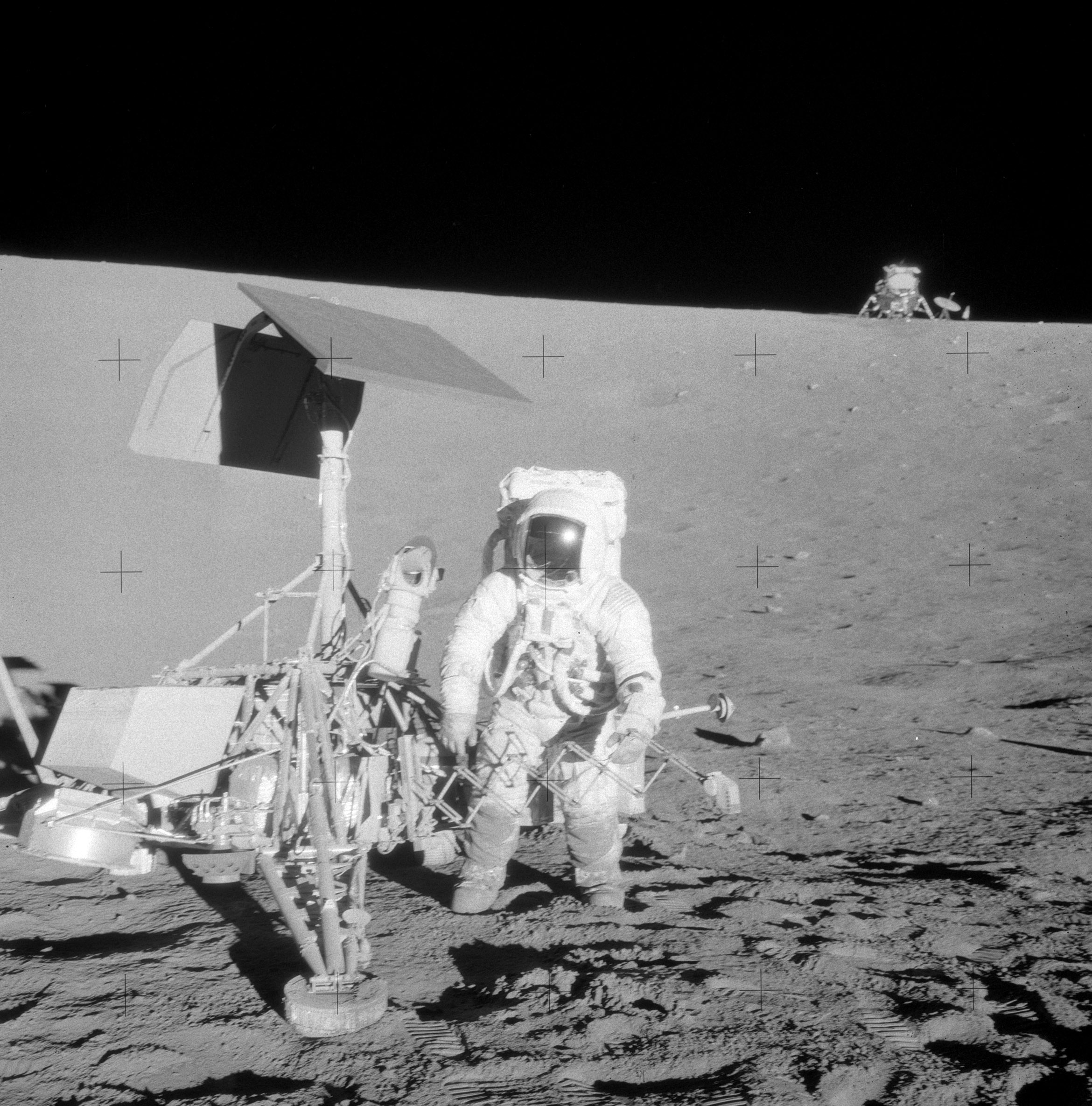
Alan Bean a Surveyor–3-nál
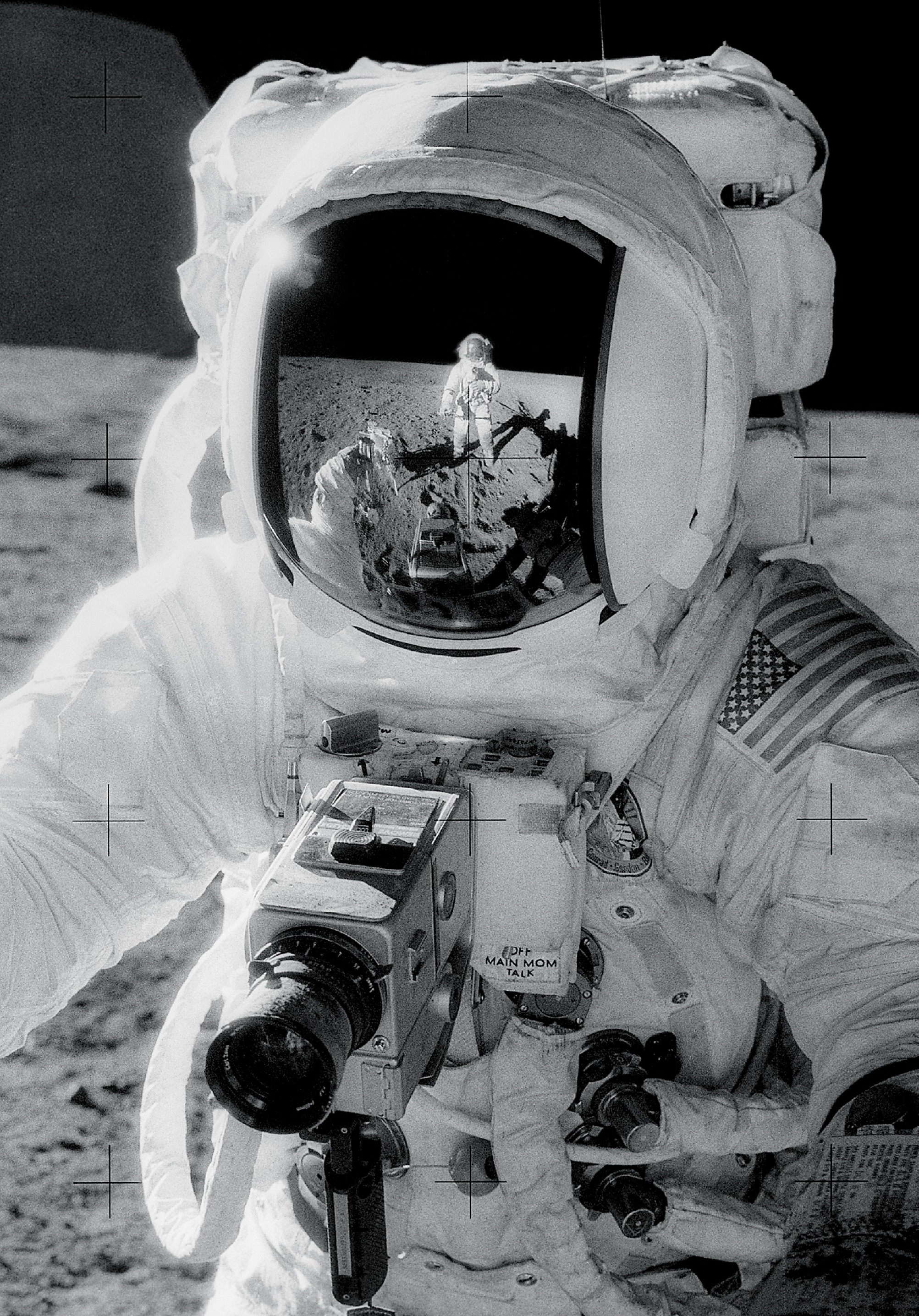
Űrhajósportré a Holdon
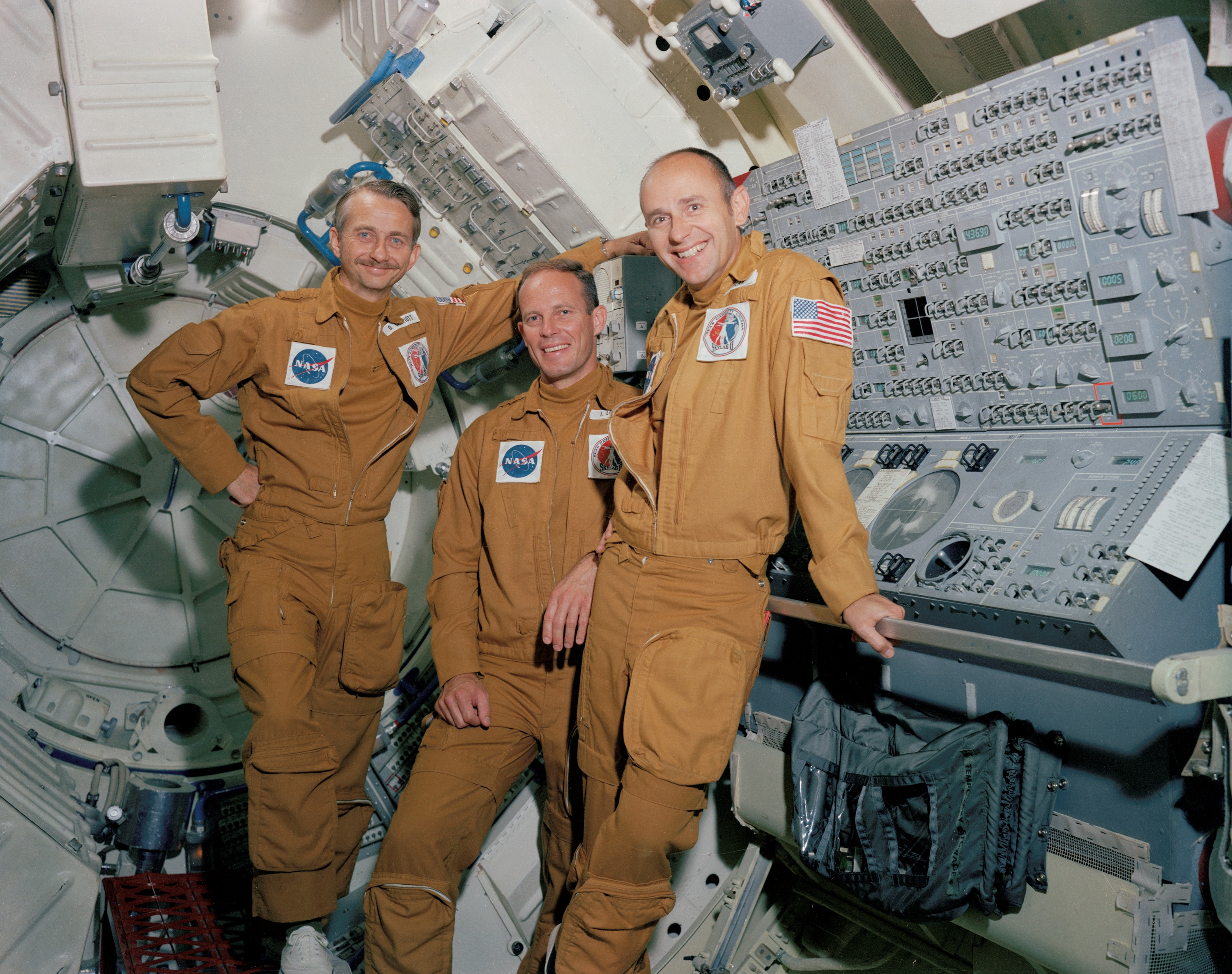
A Skylab–3 legénysége az űrállomás szimulátorában, gyakorlás közben
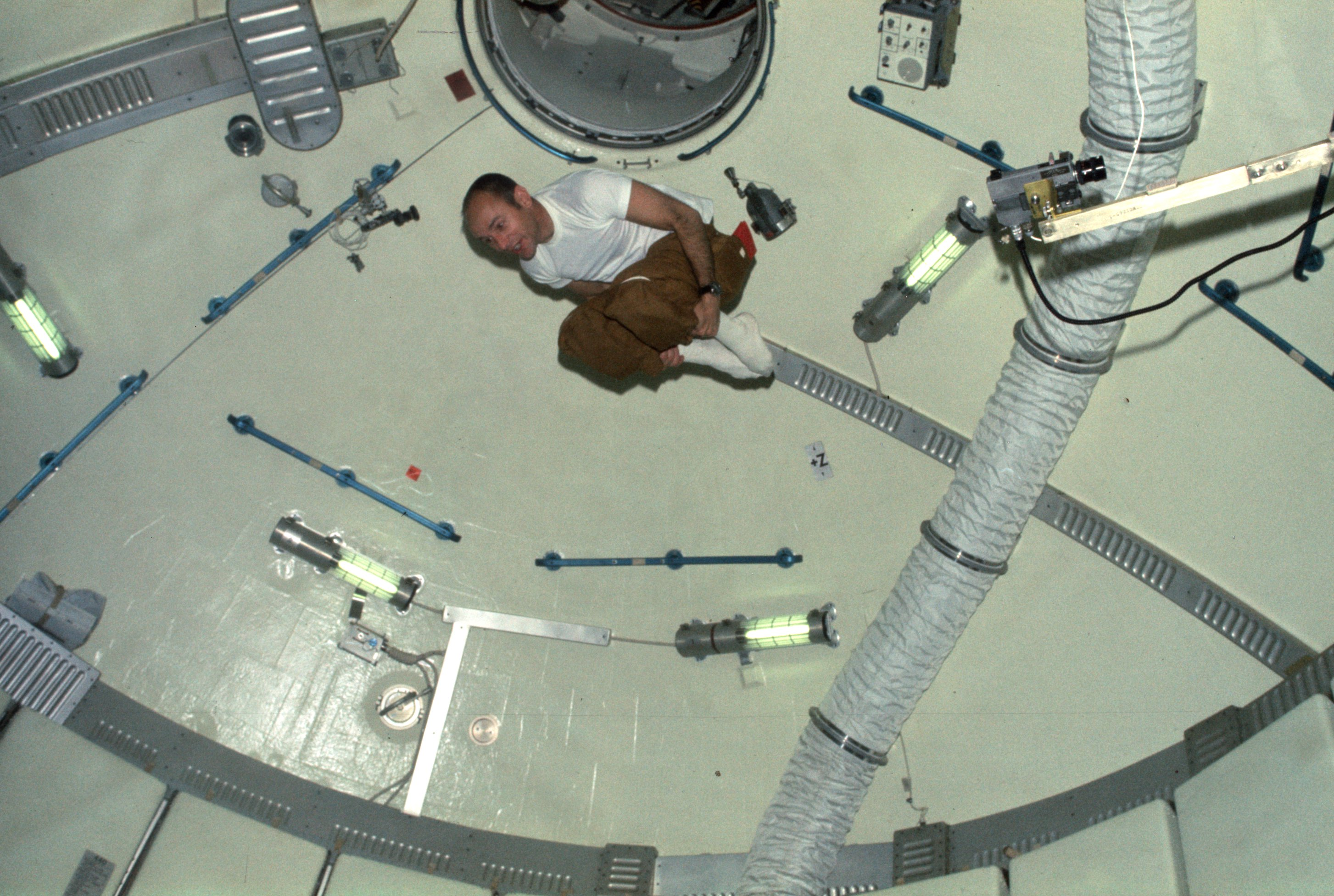
Bean akrobatamutatvány közben immár az úrben a Skylab fedélzetén
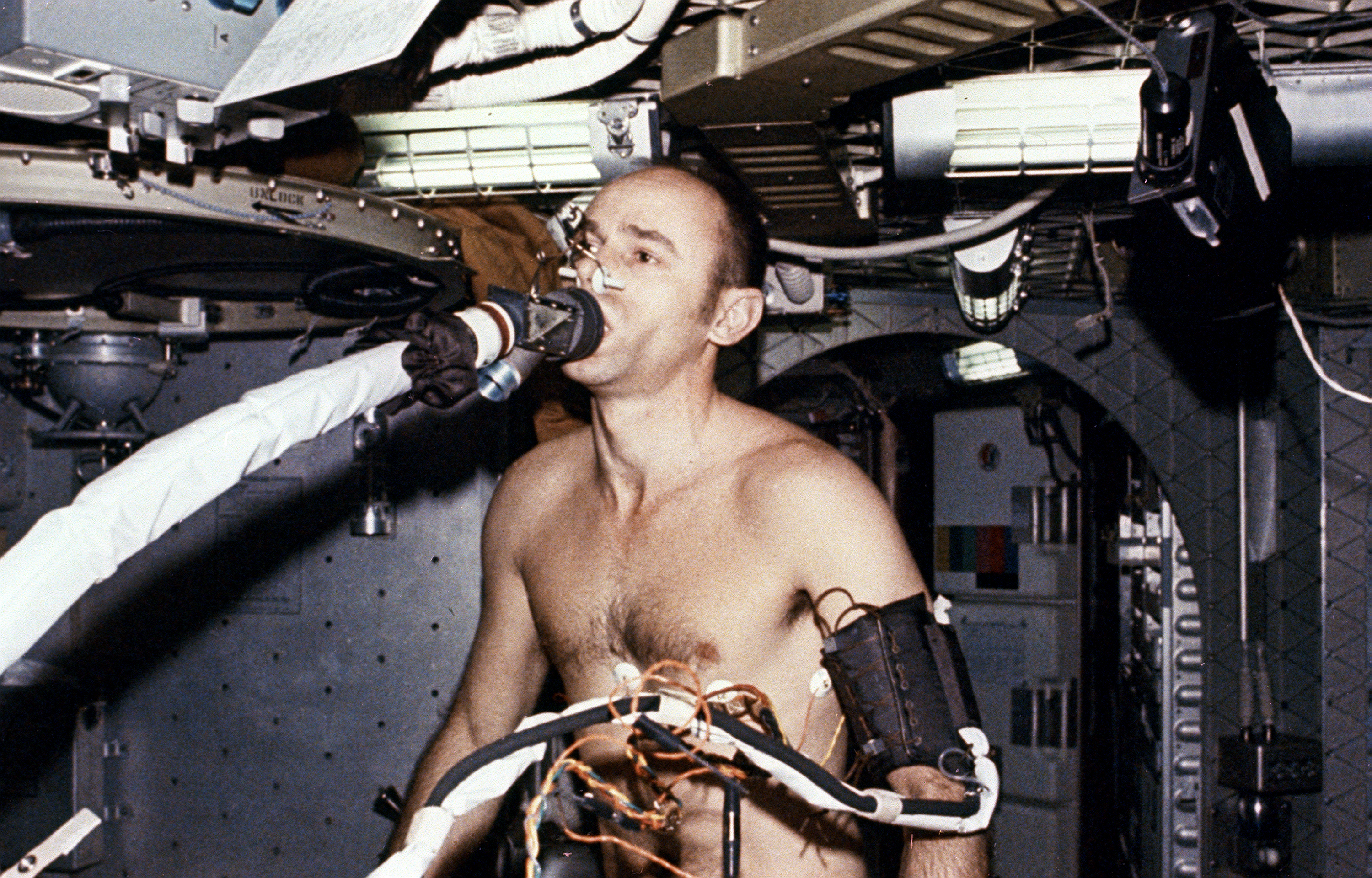
Pedálozás közben a világűrben
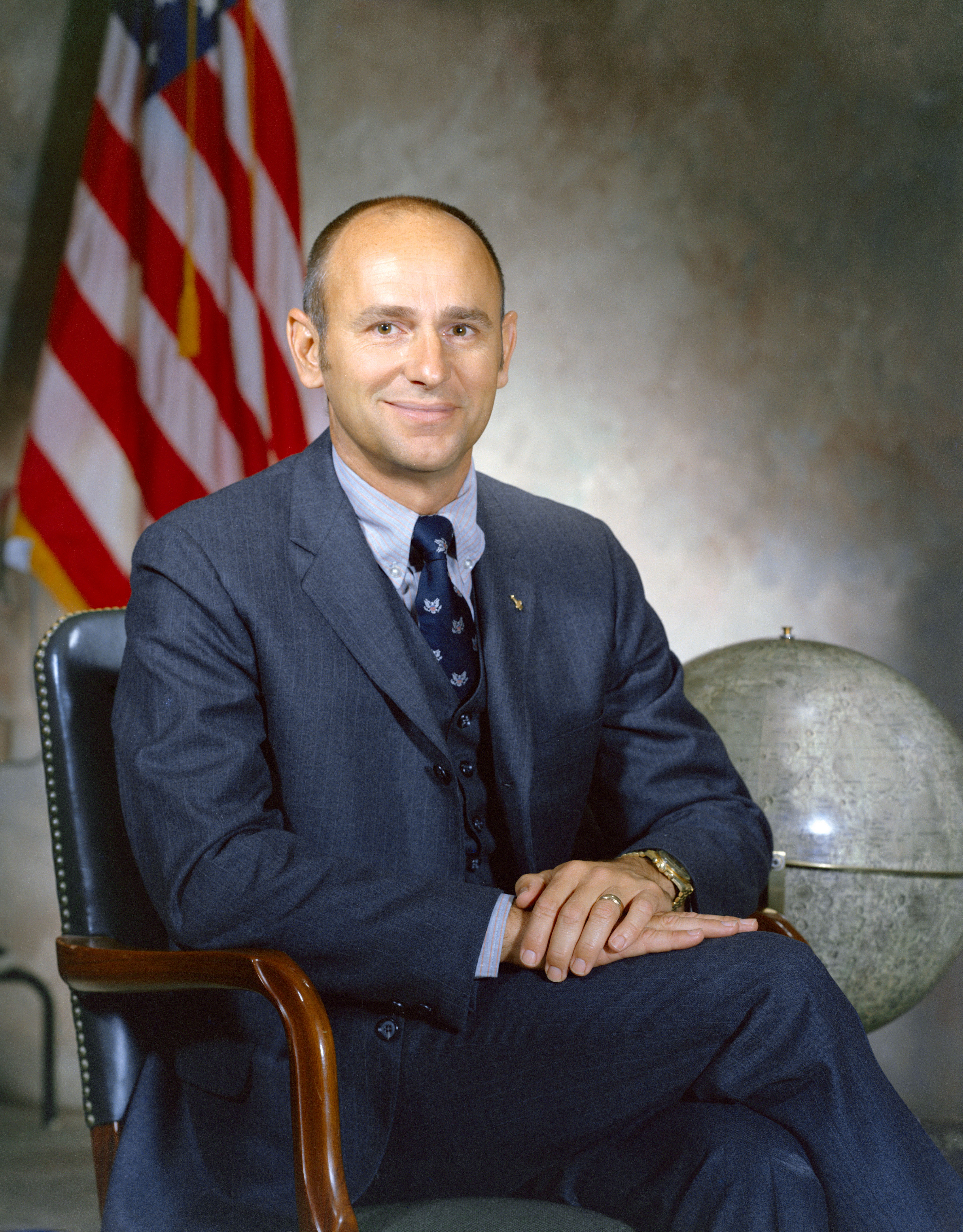
Alan Bean NASA portrá
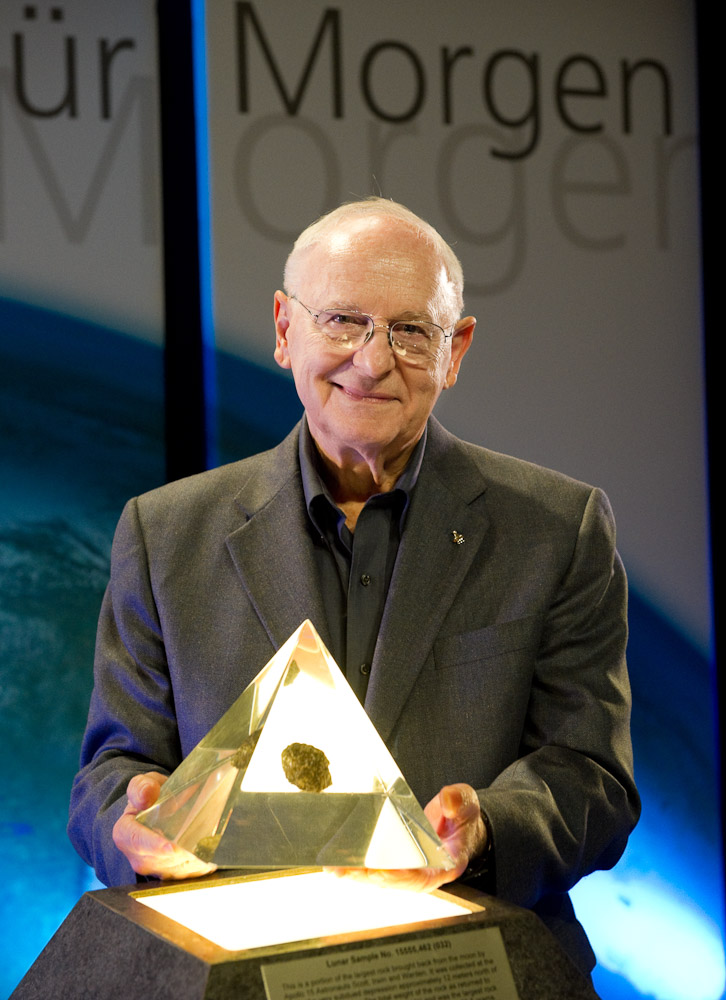
Alan Bean 2010-ben, ahogy egy holdkőzetet ad át Németországban egy kiállításon
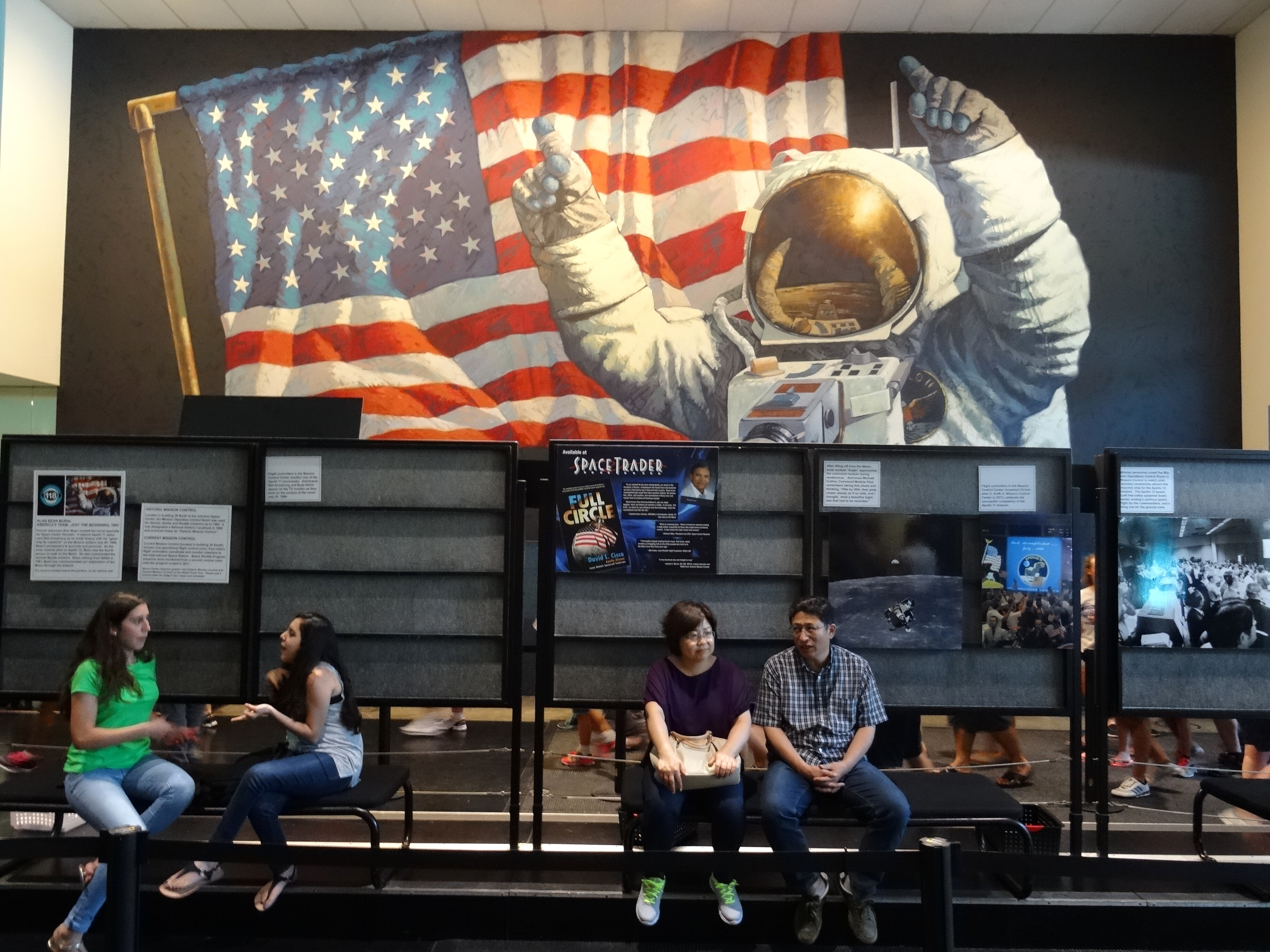
A Johnson Űrközpont egyik kiállítási terme, amelyet Bean egyik festményének nagyméretű reprodukciója díszít
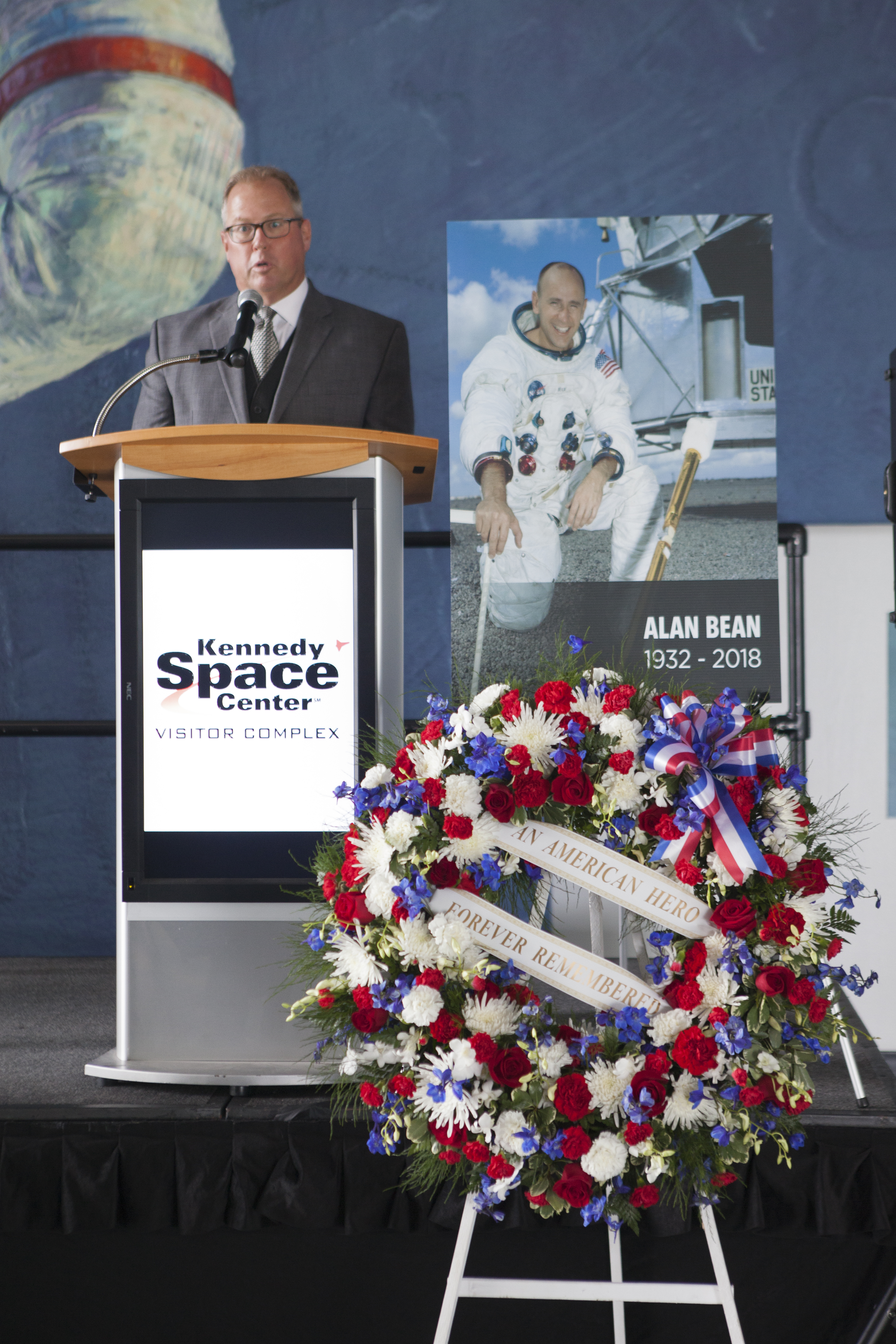
Halálakor megemlékeznek a negyedikként a Holdra lépú űrhajósról a Kennedy Űrközpontban

## Megjelent könyvei
- My Life As An Astronaut (1989) ISBN 978-0671674250
- Apollo: An Eyewitness Account (Andrew Chaikin társszerzővel) (1998) ISBN 978-0867130508
- Into the Sunlit Splendor: The Aviation Art of William S. Phillips (Ann Cooper, Charles S. Cooper and Wilson Hurley társszerzőkkel) (2005) ISBN 978-0867130935
- Mission Control, This is Apollo: The Story of the First Voyages to the Moon (Andrew Chaikin társszerzővel) (2009) ISBN 978-0670011568
- Painting Apollo: First Artist on Another World (2009) ISBN 978-1588342645